# 加略人猶大

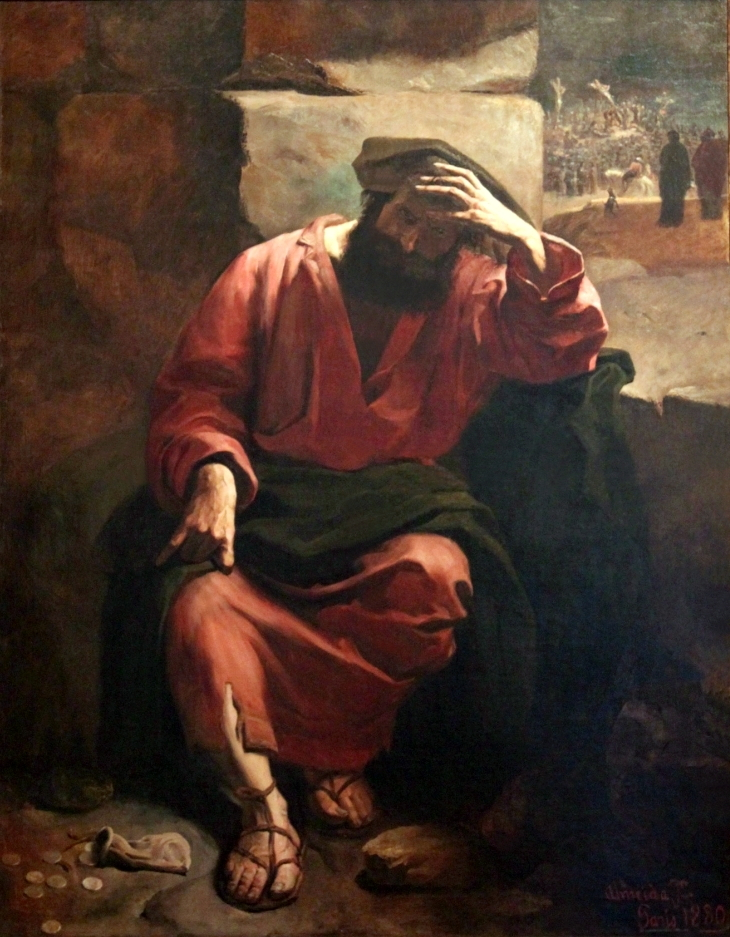
巴西画家阿爾梅達·茹尼奧爾绘《犹大的悔意》，图中犹大在耶稣被钉死后对自己的行为感到后悔

加略人猶大（亞蘭語：ܝܗܘܕܐ ܣܟܪܝܘܛܐ‎，聖經希臘語：Ἰούδας Ἰσκαριώτης；約西元前10年至西元前3年—西元30年至33年），又譯依斯加略的猶達斯，也稱猶大、猶達斯、背叛者、加略人西门之子。
《新约》中是耶稣最初的十二使徒之一。受犹太公会三十块银钱贿赂亲吻并背叛耶稣。他的名字常用来指代背叛。
虽然犹大的死法有很多说法，传统上认为他背叛后自绞，如《马太福音》中记载。他在十二使徒中的地位日后由马提亚替代。
虽然犹大在福音书中臭名昭著，但在基督教历史上颇有争议。例如，犹大的背叛导致耶稣受难以及之后的复活，从传统神学上讲耶稣死而复活为全人类带来拯救。而异端诺斯底主义则认为犹大为人类带来救赎，称赞他是最佳使徒。

## 早年和家庭
聖經沒有對猶大有過多的描述，他早年生活神秘，沒人知曉，經文頂多只是隱約提到或暗示他的家庭背景或早年生活。關於猶大的經文主要記載他是十二使徒之一，並且是賣了耶穌的滅亡之子，因悔恨而上吊自殺，但是在一些傳說和偽經中有一些有關猶大的家庭和早年資訊，不過有學者推測這些多為後人所創。

### 家庭

#### 父親
聖經紀載猶大的父親叫做西門，他被暗示是一名住在加略或出生於加略的商人。在中世紀傳說除了稱呼他為西門外也將他稱為呂本(Reuben)或羅維爾(Ροβέλ)。
在一些不被承認的旁門經典和福音書中西門被記載為是法利賽人西門，而因一些偽經記載是法利賽人賣了耶穌，為此根據這些，一些人認為他實際才是賣耶穌的人，他的罪被他的兒子猶大背起了，不過也有其他旁門典集和早期歷史書籍稱西門是住在耶利哥的撒都該人富商，屬於便雅憫支派。

#### 母親
猶大的母親，聖經沒有紀載，但在中世紀就廣為流傳的傳說中提到了猶大的母親名叫賽博蕾雅（Cyborea/Ciborea/Cyboree），是一名屬於以薩迦支派的富有少婦，她約西元前20年出生和死於西元30年，她在西元前10年至前3年這段時間時生下了猶大。

### 早年
猶大確切的出生時間聖經沒有記載，出生地聖經只有暗示猶大可能來自凱里奧斯(加略)，但一些偽經、歷史書籍、傳聞稱猶大約在西元前10年至前3年這段時間的1月22日或4月1日出生，出生地可能是羅馬帝國猶太行省的凱里奧斯或迦南某個港口城鎮，他大約在30歲時成為使徒。

## 聖經有關的敘述

### 作为使徒
犹大在对观福音、约翰福音和使徒行传开头提及。而犹大在新约时期是个非常普遍的俗名，因此不应將加略人犹大与十二使徒中的犹达·达陡或犹大·多马混淆。
马太、马可和路加福音称耶稣派出“十二”（包括犹大）能够战胜邪灵、医病的使徒去传道：很明显，犹大和其余十一使徒一道行动。奥利振在评论《约翰福音》时认为犹大在背叛之前和其他使徒一样都是自信十足。然而，在约翰福音中，犹大形象与他人不同，由于讲道深奥难懂，许多门徒不再跟随耶稣，耶稣就问十二门徒要不要退出。西门·彼得代表发言：“主阿、你有永生之道、我們還歸從誰呢。”但耶稣看了看后称其中一位是“魔鬼”。
马太对犹大背叛直言受贿“三十塊银錢”，用亲吻来向大祭司该亚法打报告，猶太公會随即将耶稣转交给猶太行省的羅馬帝國總督本丢·彼拉多。
《马可福音》称祭司长想要逮捕耶稣，但因怕生乱不敢在逾越节期间下手。于是，他们在节日前趁天黑捉人。据路加记录，此时魔鬼進入犹大的心。
据《约翰福音》记录，犹大拿着使徒的钱袋子（希臘語：γλωσσόκομον, glōssokomon），但没有提及三十银钱的事情。福音书作者就《約翰福音》第12章第5节至第6节参评论称犹大说要给穷人施舍，但事实上他自己贪污。但在《約翰福音》第13章第27节至第30节参中，犹大离开大家前去密谋，一些门徒以为犹大是去买东西或做慈善。

### 猶大之死
对犹大死法的叙述各不相同，包括两部正典之间存在差异：
- 《馬太福音》第27章第3节至第10节参中称犹大把钱还给祭司，随后上吊自杀。祭司用钱购买窑戶的一塊田。福音书称这样满足了先知的预言[21]。
- 《使徒行傳》第1章第18节至第19节参中称犹大用这些钱买了一块地[22][23]，但“身子仆倒、肚腹崩裂、腸子都流出來”。這片地叫亞革大馬、就是“血田”[24][25]。
- 伪经《犹大福音》称犹大看到使徒们拿石头砸他的幻象[26]。
- 另一个记录来自早期基督教领袖帕皮亚：“犹大在世是不虔诚的反面例子；他的身体膨胀之大以至于二轮战车能过的都过不去，他被戰車輾死，內臟都流了出来。[27]”

犹大之死现存记录之间相互矛盾让一些学者担忧，认为这是威胁了经文的可靠性。例如，这些问题让C·S·刘易斯反对“经文所有的话都是历史事实”的观点。
另一些人试图协调线索。通常，他们采取奥古斯丁的解释，认为这不过是同一事件不同的视角：犹大上吊自尽，绳子断了，摔破身体；或者说《使徒行传》和马太说的是两回事。一些人则认为这是比喻：“身子仆倒”是犹大的痛苦，“肚腹崩裂”是精神崩溃。

## 词源
在希腊语《新约》中，犹大叫做 Ὶούδας Ὶσκάριωθ 或 Ὶσκαριώτης。犹大是希腊常见名字 Judah （יהודה, Yehûdâh，希伯来语为“赞美上帝”），在古希腊语中为 "Ioudas"  （Ιούδας），在拉丁语中为 "Iudas"，都发音 yudas。《新约》中指代其它名字的希腊拼写在英文中不同，为Judah和Jude。
加略人 "Iscariot" 不太清楚。此词源有几个主要理论：
- 流行的说法是 Iscariot 来自希伯来语 איש־קריות, Îš-Qrîyôth, 或 "Kerioth 的人"。《约翰福音》称犹大是“加略人西门的儿子”，但一些翻译之称“西门的儿子”，钦定本Jn 6:71, Jn 13:26）[34]，暗指是犹大的父亲而非犹大自己是加略人[35]。一些人认为 Kerioth 指的是犹地亚某地，或许是其中的两座城名[36]。
- 第二个理论是犹大的 "Iscariot" 说明他是匕首党（sicarii）成员[37]。这些犹太起义刺客希望将罗马人逐出犹地亚。但是，一些历史学家坚持认为匕首党在一世纪四五十年代兴起，这么看犹大不大可能是其中一员[38]。
- 恩斯特·威廉·亨斯登伯[39]提出的第三个可能性是 Iscariot 意思是“骗子”，可能来自亚拉姆语 אִשְׁקַרְיָא[40]。
- 第四，一些人根据亚拉姆语字根 סקר 得出该字意思是“红色”[40]。
- J·艾尔弗雷德·莫兰[41]给出第五个假设，根据亚拉姆语字根 סכר 或 סגר，根据《以賽亞書》第19章第4节参LXX意思或许是“传递” [42]。
- 最后，绰号可能与犹大自绞有关。这意味着 Iscariot 来自某种希腊亚拉姆语的混合： אִסְכַּרְיוּתָא, Iskarioutha，“窒息”或“压缩”。这也可能说绰号由其余门徒在事后添上的，但琼·E·泰勒[43]认为这是耶稣给犹大的描述性名字，其他门徒如西门·彼得叫矶法（Kephas 即石头）也有类似情况[44]。

## 背信弃义

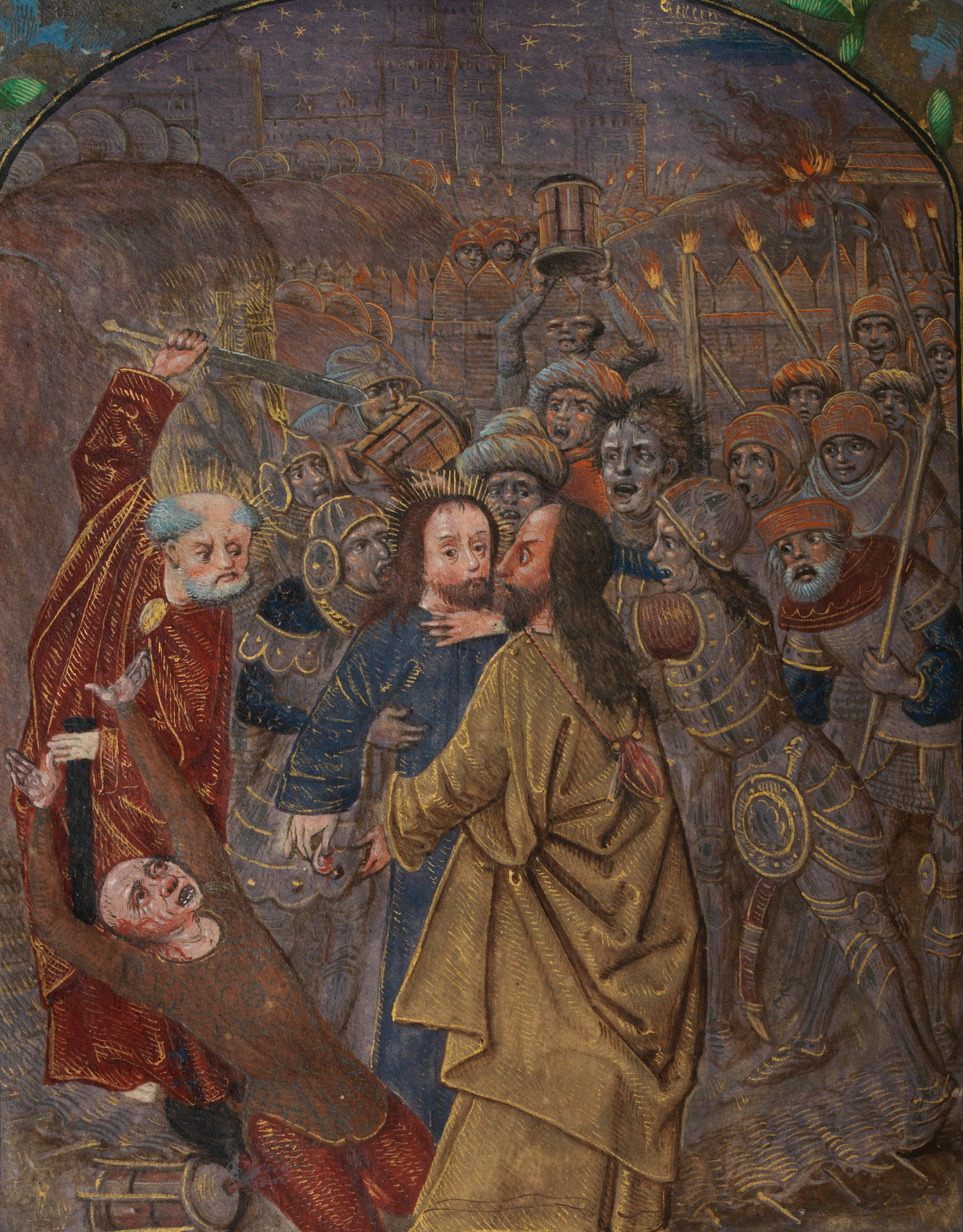
《背叛》，1504年

一位门徒背叛耶稣被大多数学者认为是真实可信的，根据尴尬标准，早期教会不大会编造这种传统，因为这伤了耶稣的面子。
犹大背叛耶稣有几种解释。在最早的记录《马可福音》中，他跑到祭司长那里告发，得到银钱报酬，但这笔报酬是否是动机不得而知。在《马太福音》中，他问及告发能得到什么。在《路加福音》和《约翰福音》中，犹大被魔鬼附身而背信弃义。《约翰福音》提到犹大抱怨膏抹耶稣的香水太贵，可以将钱捐助穷人，但补充道犹大掌管钱财却监守自盗。
另一个解释是犹大希望耶稣能够推翻罗马在巴勒斯坦地区的统治。如此看来，犹大是个幻灭失望的门徒，背叛耶稣不是因为贪财而是爱国，但耶稣不予以满足；或者说耶稣使局势不安，很可能导致与罗马当局关系紧张，眾人认为应该在逾越节后压制一下，这样大家回去后混乱就能消退。
福音书中提及耶稣预见到并默许犹大背叛。一个解释称这是成全上帝的旨意。另一个是无论背叛与否，耶稣注定受难。一份公元200年的科普特纸莎草《犹大福音》于2006年4月翻译，称耶稣让犹大背叛他，但一些学者对此表示质疑。
犹大成了哲学写作的主题，包括伯特兰·罗素的《罪恶问题》和豪尔赫·博尔赫斯的短篇故事《犹大三见》。他们提出各种思想上的矛盾及犹大行为和永刑的差异。布鲁斯·赖兴巴赫（Bruce Reichenbach）认为如果耶稣预见犹大背叛，那么背叛就不是自由意志行为，因此不应该受到谴责。反驳則称即便背叛可以预见，并不代表犹大不能使用自己的自由意志。另一些学者认为犹大是遵行上帝的旨意。福音书似乎在说犹大满足了上帝的要求，“但賣人子的人有禍了，那人不生在世上倒好”，这种说法的难在其中的悖论：如果犹大不出生，人子就不照“經上指着他所寫的”那么做。这种护道说法得出犹大的行为是必然的，但会被诅咒。
德西德里乌斯·伊拉斯谟认为犹大能够改变意志，进行自由选择，但马丁·路德认为犹大冥顽不化。约翰·加尔文认为犹大注定被诅咒，但质疑他的罪孽：“当然在犹大的背叛中这不正确，因为上帝自己将儿子交付死亡，将罪孽归给上帝而不是将救赎功劳归给犹大。”天主教在犹大被诅咒上没有意见。梵蒂冈只是宣称个人永恒拯救是来自圣徒的正典。没有什么“诅咒正典”，也没有什么诅咒犹大的官方宣言。
有猜想认为犹大被诅咒可能不是来自背叛耶稣，而是绝望以致寻短见，从福音书中看似乎这样。但这种说法也有问题，因为在自杀之前，犹大就被耶稣诅咒了，但这种说法回避了犹大命定行为导致全人类得救，自己被诅咒的悖论。

## 伪经
秘传组织对犹大兴趣极大，如许多诺斯底派系。爱任纽记录了一个诺斯底派系的信仰，该隐派认为犹大是索菲亚神圣智慧的工具，导致造物主的嫉恨。他对耶稣的背叛胜过了物质世界。该隐派日后分裂成两派，对耶稣终极意义产生分歧。

### 《猶大福音》
《猶大福音》失傳已久，原文應由希臘文寫成，但在1978年有人在埃及贝尼马萨附近的洞穴中發現，是古柯普特文莎草纸的譯本。經碳14測定確定為公元280年（誤差±50年）的文本。2006年4月，美国《国家地理》将其出版，并冠名《犹大福音》时引发世界轰动。该版包含支离破碎的抄本图像和相关专家和观察人员的分析注释，但没有完全翻译。文章介绍称：“失传了1,700年之久的古老文字称耶稣的背叛者是他最真挚的门徒。”其中記述猶大應耶穌的要求而出賣耶穌，目的是為了幫助耶穌蛻除肉體的束縛，從而釋放神性。文章也给出证据，认为原始文档约在公元二世纪：“在公元180年左右，里昂主教爱任纽在当时的罗马高卢，写了长篇大论《反对异端》，其中他攻击一部‘虚构历史’，‘仿造犹大福音的风格。’”。
在杂志出版之前，其他新闻媒体也做出类似报道，节选了一部分内容公布。
2007年12月，艾谱莉·德柯尼克在《纽约时报》的社论对页版发表文章，认为《国家地理》翻译有严重瑕疵：例如，《国家地理》译本称犹大是“daimon”，专家翻译成了“spirit”。但普遍来说，“spirit”对应的是“pneuma”，而在诺斯底文献中“daimon”总是对应为“demon”。国家地理协会回应道：“艾谱莉·D·德柯尼克所提及的所有翻译问题都在流行本和评论本中加以脚注。”在随后的研究和相关出版中，评论家琼·阿柯希娜质疑不可告人的秘密是否取代了历史分析，如发表《犹大福音》是不是想要撤回古代反犹主义罪名。她认为当下经文原旨主义和修正主义之间的冲突实在是幼稚，因为经文不可信。因此，她断言：“人们一边解释一边诈骗。问题不是修正《圣经》而是修正我们自己。”另一些学者质疑《国家地理》专家对《犹大福音》最初的译文和解释。

### 《巴拿巴福音》
据中世纪《巴拿巴福音》副本（最早的为15世纪），钉十字架的不是耶稣而是犹大。它称犹大与耶稣换脸，而遭到背叛的耶稣被罗马軍隊拿去后升入天堂。换脸后的犹大与耶稣十分相像，以至于门徒和耶稣的母亲玛利亚都没认出来。犹大的身体被埋三天后被盗，耶稣死而复活的流言遍地。耶稣在第三重天得到消息，祷告上帝回到世界，与众人团聚，说明真相。之后，耶稣再次升入天堂，末了以正义君王身份降临。
该福音被大多数基督徒认为是后期伪造的假货；不过，一些学者认为它存留了一些先前的伪经成分（可能是诺斯底、以便尼或四福音合参），编造出与回教教条相近的故事。一些回教徒认为它包含了原始使徒压抑的版本。一些回教组织对此引述来支持回教版尔撒观。

### 《以馬內利的教誨》
1963年，希臘天主教的神父伊薩·拉希德在耶路撒冷附近的一座山的斜坡上找到了一處小墓穴，他的朋友兼隨行人員的幽浮學家比利·麥爾在墓穴中挖出了一個用動物皮和樹脂包裹的捲軸，捲軸已經腐爛絕大部分只剩36章，經過兩人確認是一份的用阿拉姆語寫成的古老傳記，大約已有兩千的歷史。在1973年，捲軸原稿在贖罪日戰爭中被燒毀，神父伊薩·拉希德也在不久之後身亡，所幸他有留下捲軸的副本和德文翻譯稿，兩樣東西都交由比利·麥爾保存。
在捲軸中耶穌被稱為「以馬內利」，捲軸顯示耶穌是預言中的彌賽亞，但他不是聖子而是先知，而在背叛耶穌的部分捲軸內容只有寫背叛和賣了耶穌的人是法利賽人沒有明確寫是加略人猶大出賣了耶穌，可是加略人猶大在捲軸中一些部分被稱為「猶大·伊哈略」(Juda Ihariot)，意思為「法利賽人猶大」，在一些部份又被稱為加略人猶大(Judas Iscariot)，因此一些研究者認為出賣耶穌的法利賽人就是猶大，另一些學者認為猶大·伊哈略與加略人猶大並不是同一個人，這個觀點在比利·麥爾的著作《塔木德·伊曼紐爾》中得到他的認同，也有一些學者則認為法利賽人指的是加略人猶大的父親西門，是父親西門出賣了耶穌而不是兒子猶大，更有一些學者認為加略人猶大是捲軸的作者，還有一些學者認為捲軸與翻譯稿等一切都只是比利·麥爾的騙局。
這份捲軸沒有受到天主教、東正教、新教、猶太教的承認，一些基督徒認為這只是基於馬太福音的偽作。

## 代表和象征

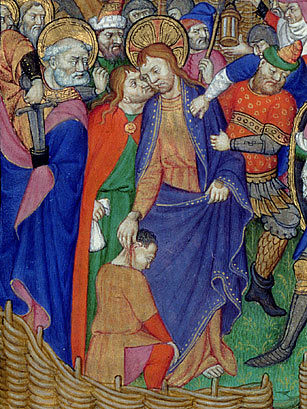
中世紀，一個描繪猶大之吻的繪畫，擁有紅髮的猶大和耶穌

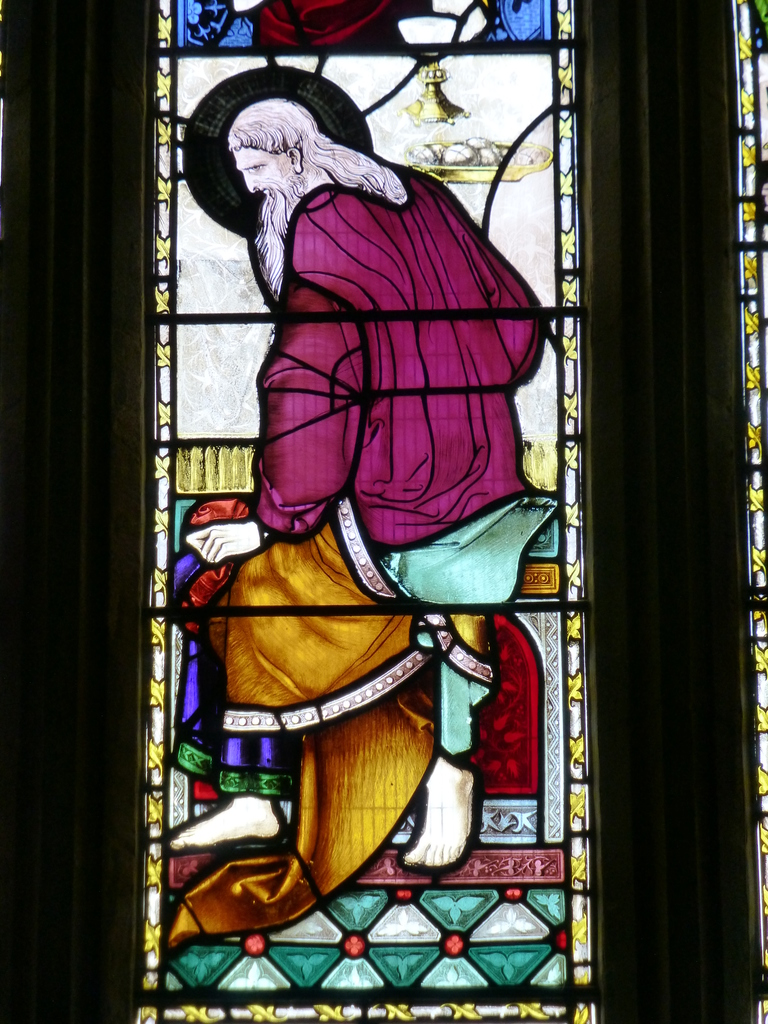
约维尔的施洗者聖約翰大教堂的犹大头顶黑色圓光

犹大在许多语言中成了「叛徒」的同义词，犹大也成了西方文学中叛徒的原型。几乎所有提及犹大的文学都会讲述耶稣受难的故事，包括现代小说和电影。

### 宗教儀式
在东正教神圣周三的圣诗中（在复活节前的周三），一位妇女用昂贵的香水膏抹耶稣，并含泪给他洗脚，犹大与她做了对比。据《约翰福音》，犹大抗议奢靡浪费，认为应该賙濟穷人。随后犹大受贿，向大祭司告发。神圣周三的圣诗对比二人，鼓励信徒远离堕落门徒，学习玛丽的忏悔。同时，周三也是斋戒日，禁戒肉、奶或橄榄油等来反思犹大的背叛。准备接受圣餐礼的祷告也提及犹大的背叛：“我不会向敌人告发你的秘密，也不会像犹大那样用亲吻来背叛，但要像十字架上的小偷那样向你忏悔。”

### 藝術表現

#### 紅髮
在歐洲藝術和文學中，紅髮通常被用於描繪罪人和聖人，例如威廉·莎士比亚時常將猶大描繪成紅髮。人物性別和宗教背景影響每個西方藝術作品中的紅髮的涵義，而耶穌、抹大拉的瑪利亞、猶大都被時常描繪成擁有紅髮，他們的紅髮各代表著不同的涵義，耶穌的紅髮意為他聖子的身分，象徵著聖潔、抹大拉的瑪利亞的紅髮則是意為她做過妓女的過往，是慾望的象徵，至於猶大的紅髮自然是意為他滅亡之子的身分，為墜落的象徵，也因紅髮有罪惡的含意，所以紅髮常被用於描繪並貶低猶太人。

#### 黑色圓光
在教堂建築上的藝術中，例如花窗玻璃，犹大被描繪成头上有黑色圓光，這是强调他的使徒身分，並與其他使徒的白色圓光對應以表示他背棄了主，但更常见的是使徒中唯独犹大头上沒有圓光。

## 在文學藝術和流行文化中

### 西方
犹大在西方文化中成为叛徒原型，几乎所有文学都提及受难故事。
- 1305年，意大利画家乔托的濕壁画《猶大之吻 (喬托)》。
- 1497年，列奥纳多·达·芬奇的壁画《最后的晚餐 (达芬奇)》，描绘了暗处的犹大惊慌的表情。
- 1951年，希腊作家尼科斯·卡赞扎基斯发表小说《基督的最后诱惑》，犹大出卖耶稣是出自耶稣的授意，为要完成神的旨意。
- 1971年，英國作曲家安德魯·洛伊·韋伯的音樂劇《耶穌基督超級巨星》，以現代的觀點來增添描寫猶大對耶穌的憂慮以及失望。
- 2004年，美国导演查爾斯·羅勃·卡納（英语：Charles Robert Carner）执导的电影《叛徒犹大（英语：Judas (2004 film)）》。
- 2011年，美國歌手女神卡卡的一首電子流行歌曲《Judas》
- 2018年，美國編劇和電視製作人傑夫·洛夫尼斯與插畫家雅各·雷貝爾卡合作的漫畫《猶大（英语：Judas (comic book)）》

### 東方
隨著基督教的傳入，亞洲一些地區的文學小說和流行文化等開始出現了受难和猶大等聖經故事和宗教人物。
- 1940年，日本作家太宰治的短篇小說《越級申訴》，以猶大為主角並以他視角呈現故事。
- 1961年，臺灣作家陳映真的短篇小說《加略人猶大的故事》，將猶大描寫成一個走向背叛的革命者[90]。
- 2008年，日本漫畫家浦澤直樹的漫畫作品《比利蝙蝠》。
- 2009年，日本漫畫家中村光的漫畫作品《聖哥傳》。

## 畫廊

### 加略人猶大

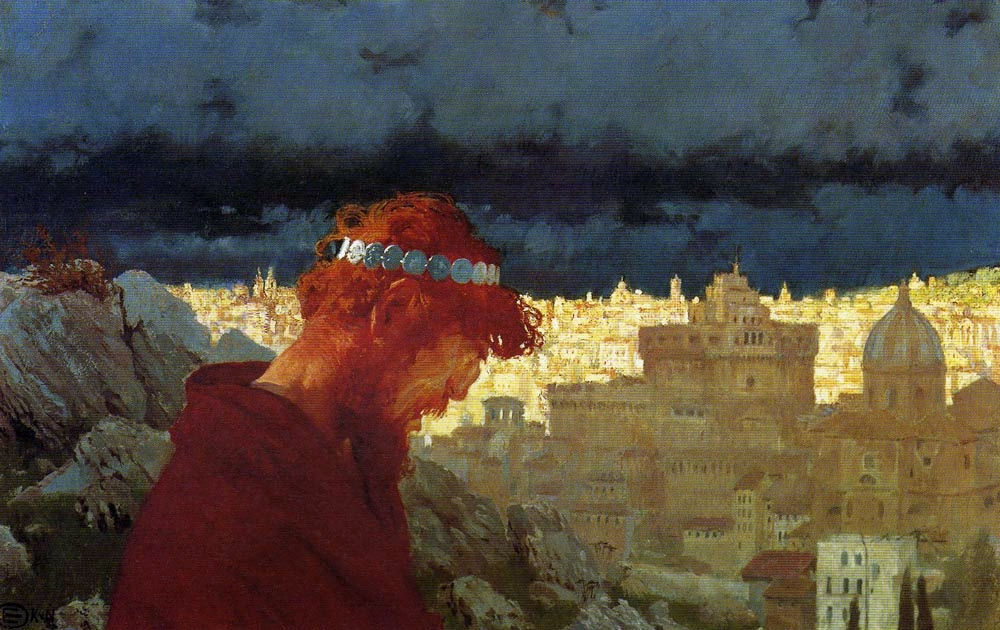
1901年，由奥昆·爱德华（英语：Edward Okuń）所繪的《加略人犹大》
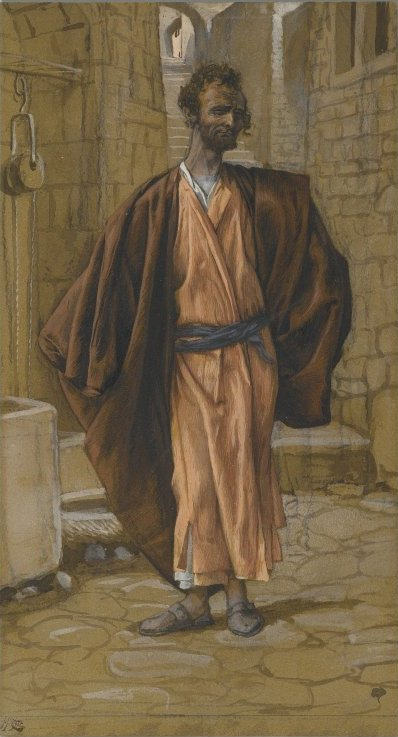
《加略人犹大》，詹姆斯·蒂索繪，1886年-1894年
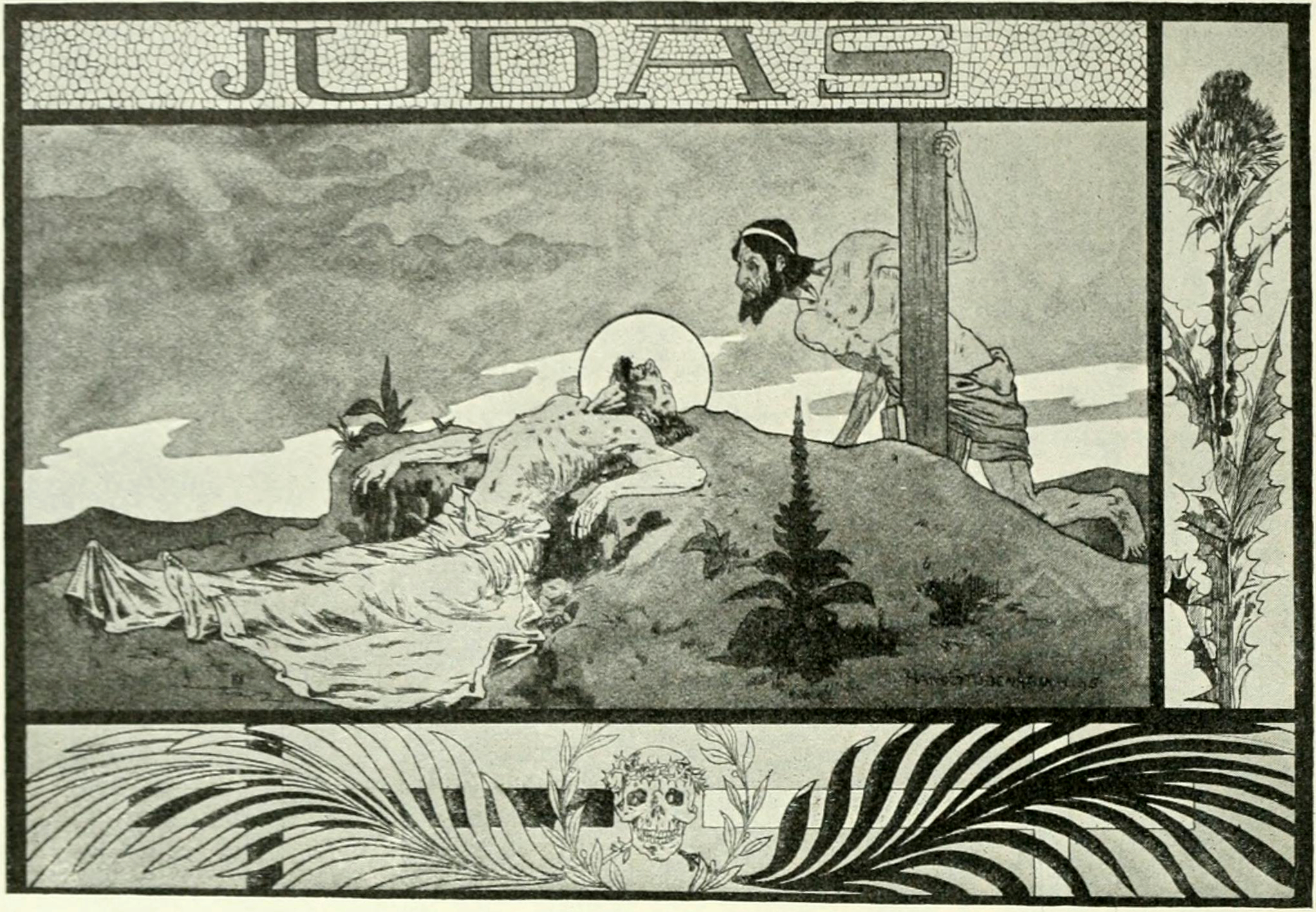
《犹大》，1897年，漢斯·斯圖本勞赫繪

### 最後的晚餐

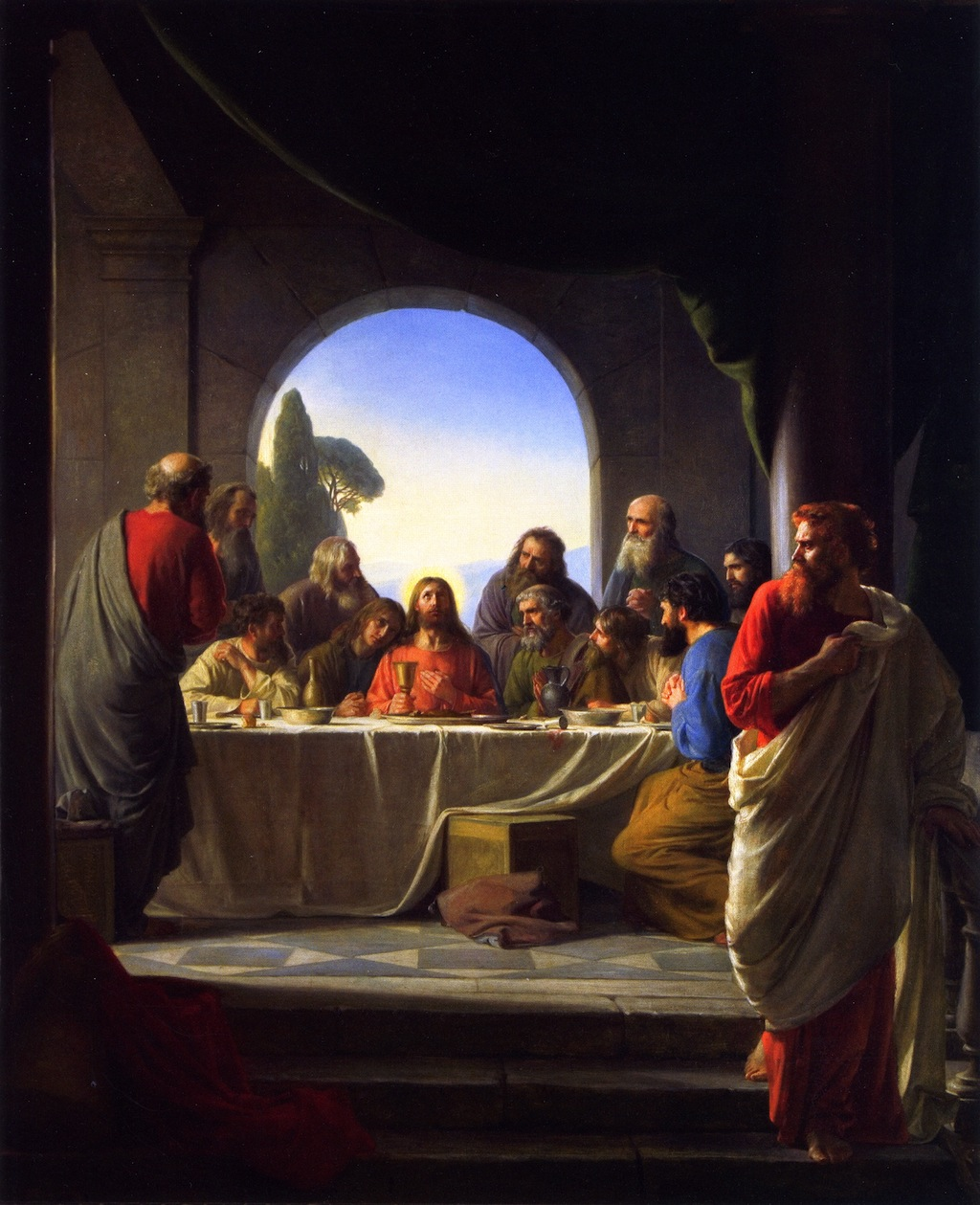
加略人猶大（右）從最後的晚餐中離開，由卡爾·布洛赫（英语：Carl Bloch）繪製，十九世紀末
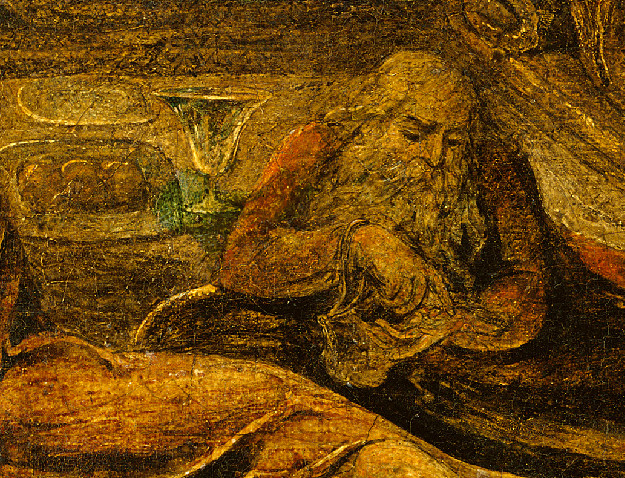
威廉·布萊克的《最後的晚餐》中的猶大
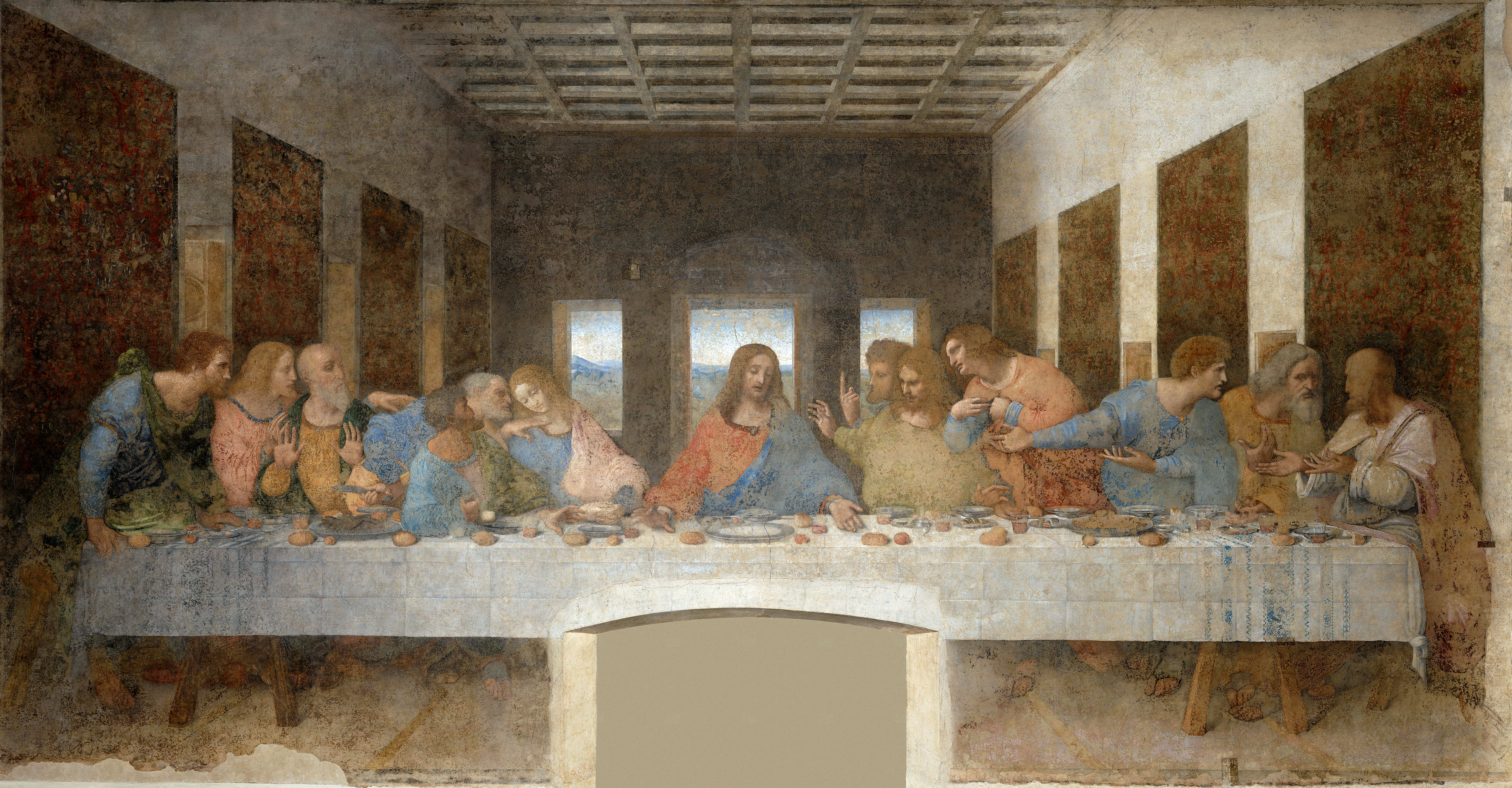
達文西的《最後的晚餐》，猶大在左邊，握著錢袋

### 猶大受賄

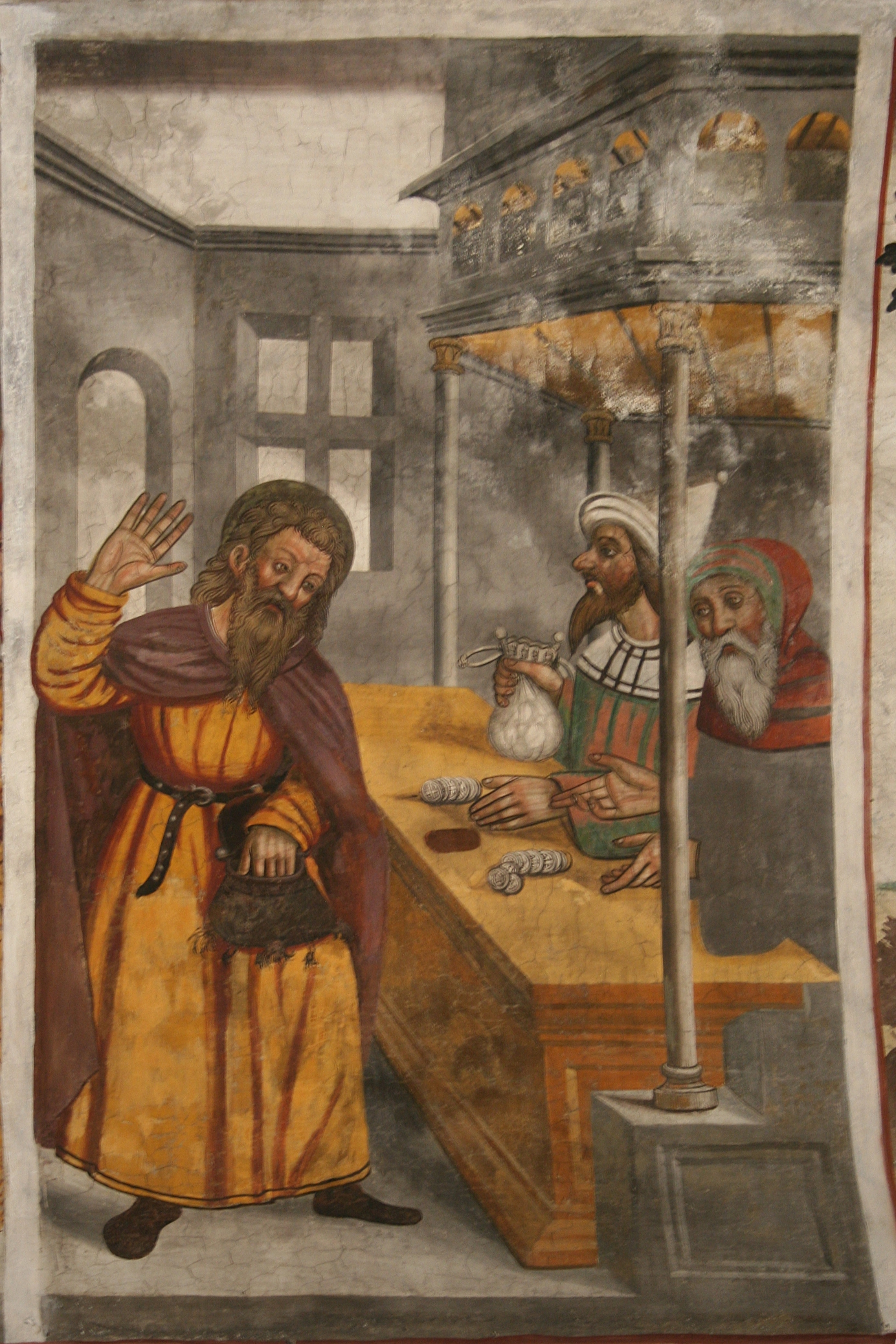
犹大受贿，十六世纪湿壁画
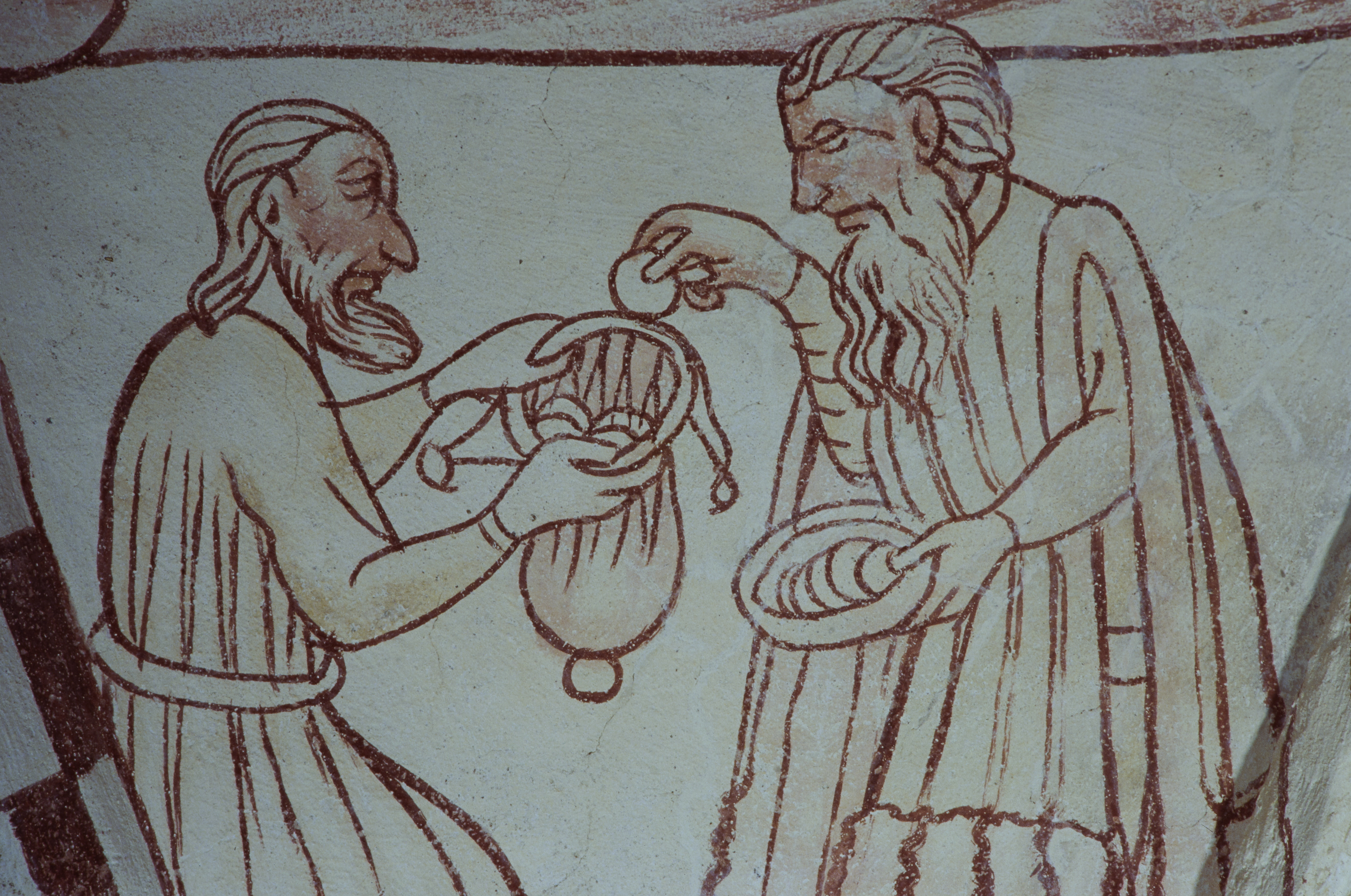
猶大收到三十塊銀子，粉筆畫，在布倫斯塔德教堂

### 前往客西馬尼園

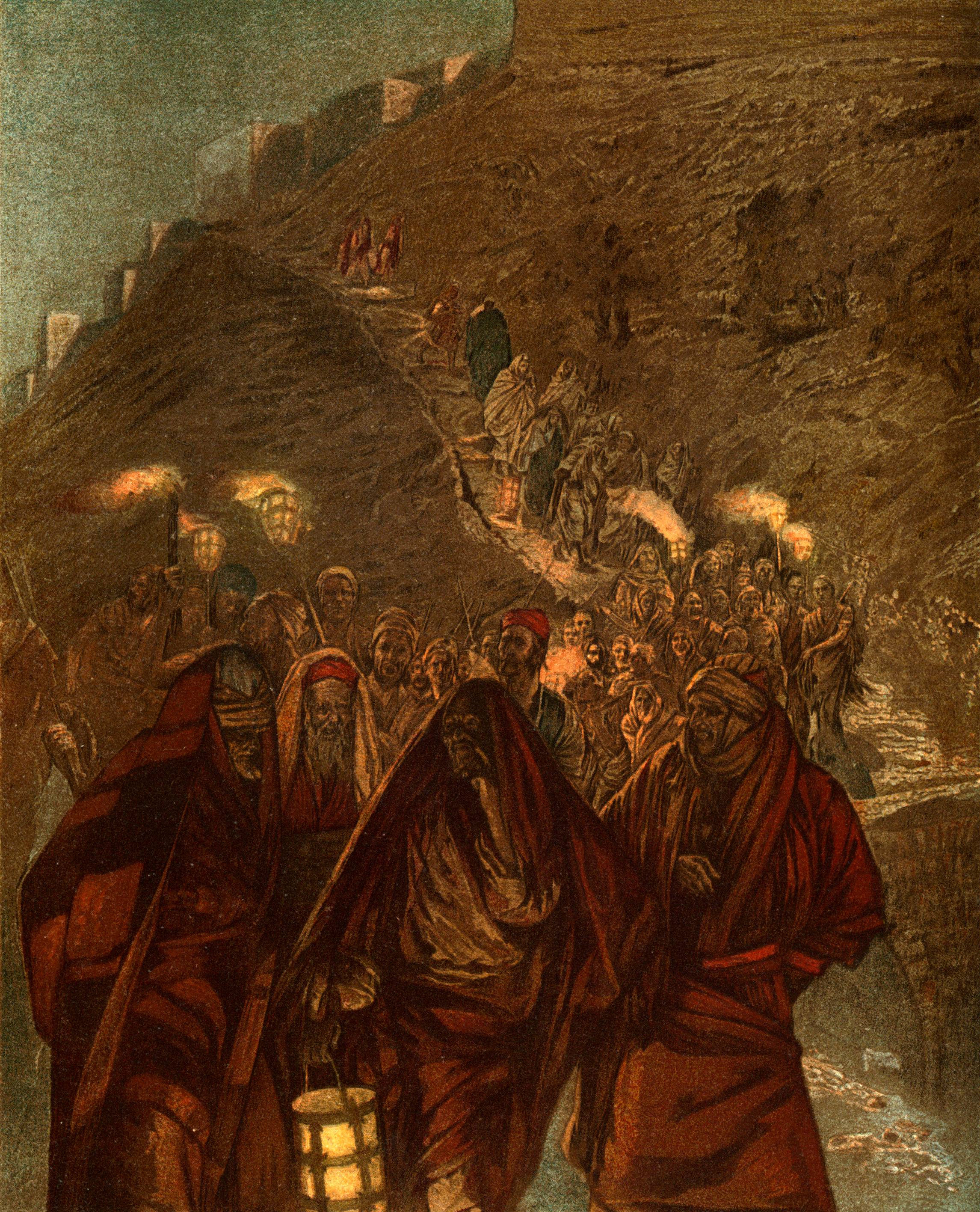
猶大與跟隨他的一大群人，作者是詹姆斯·蒂索

### 犹大之吻

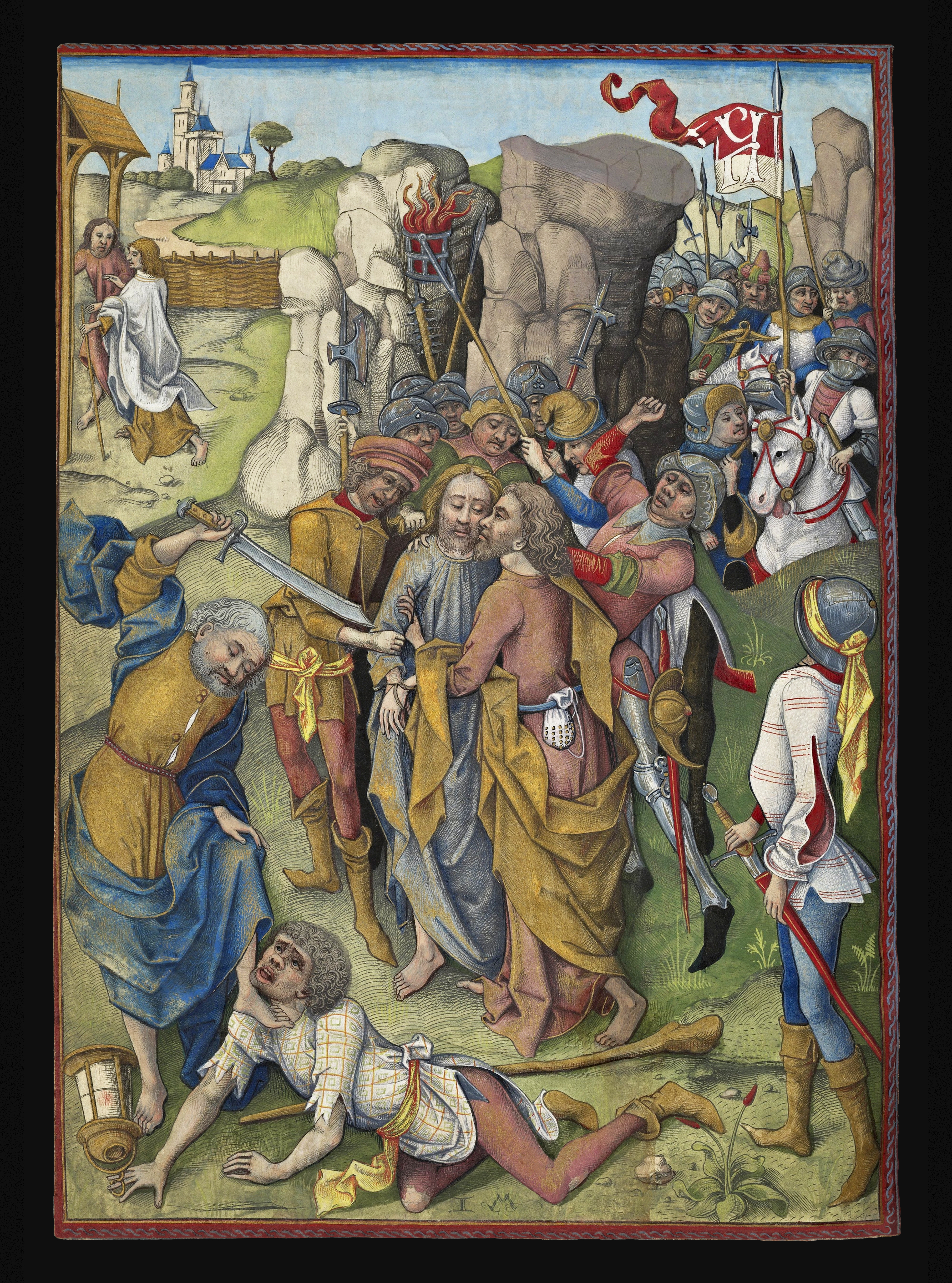
《加略人犹大之吻》，十五世纪套色版画
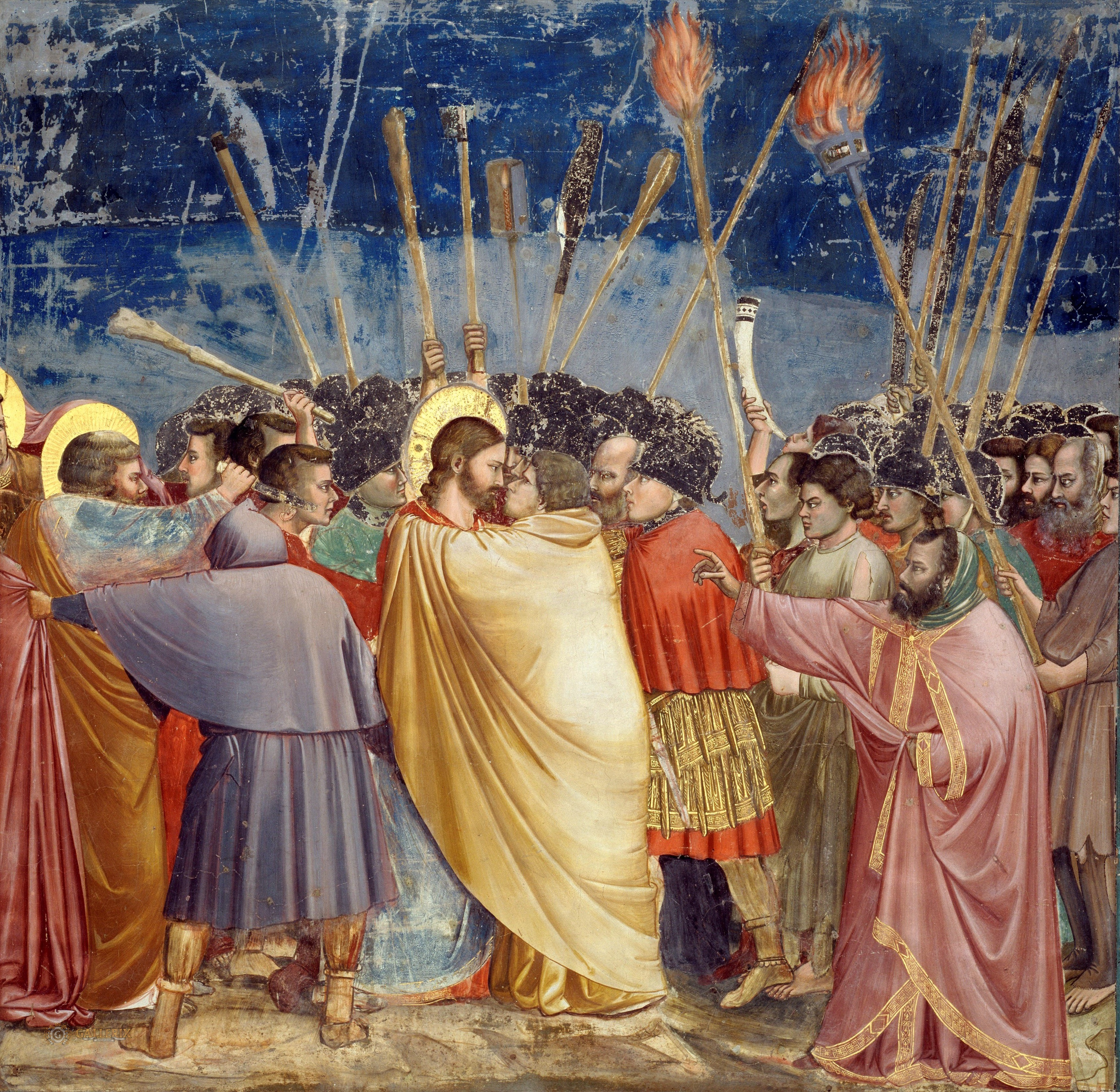
《犹大之吻》，乔托在1304年绘
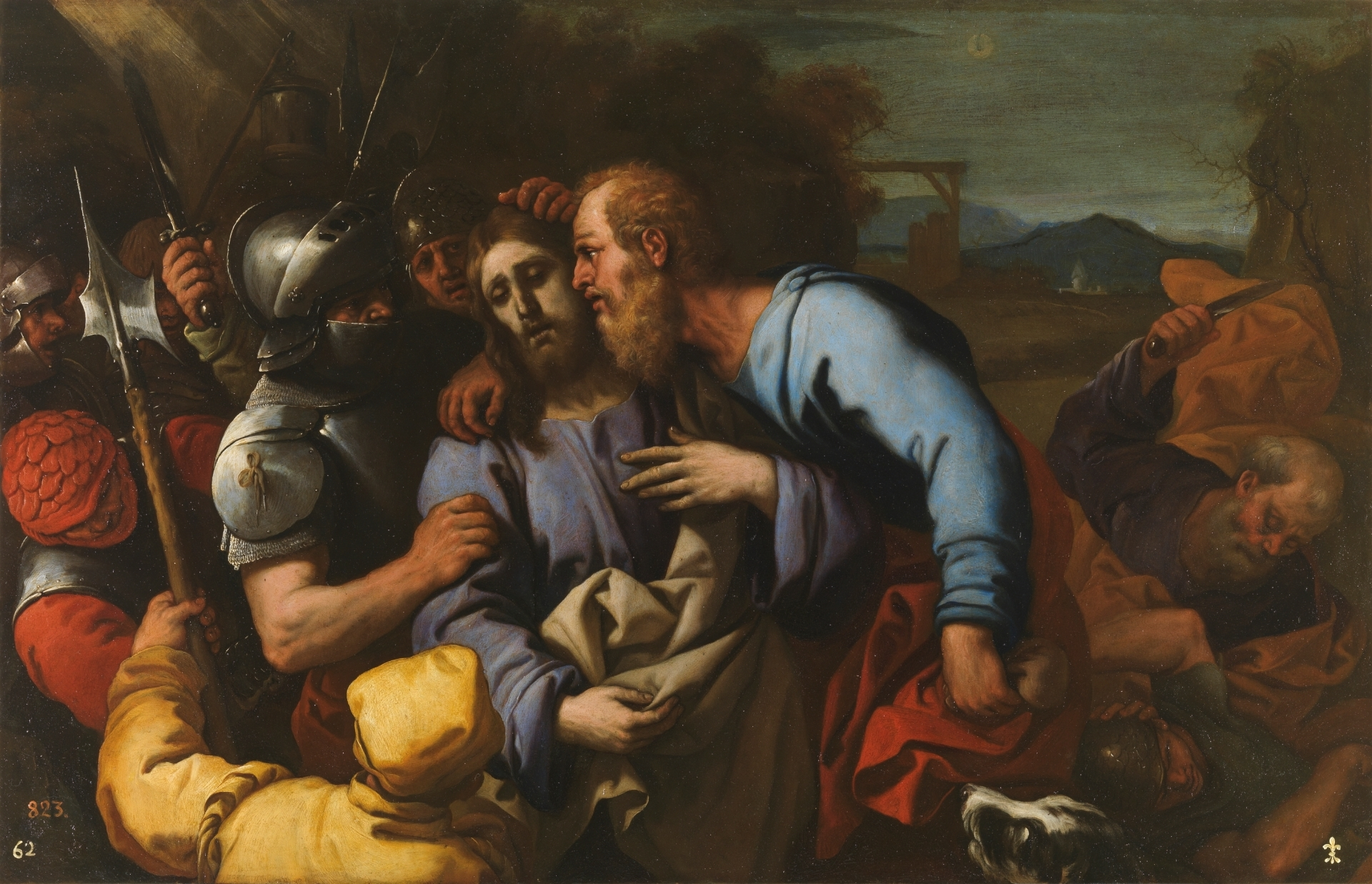
《犹大之吻》，盧卡·佐丹奴於1650年绘
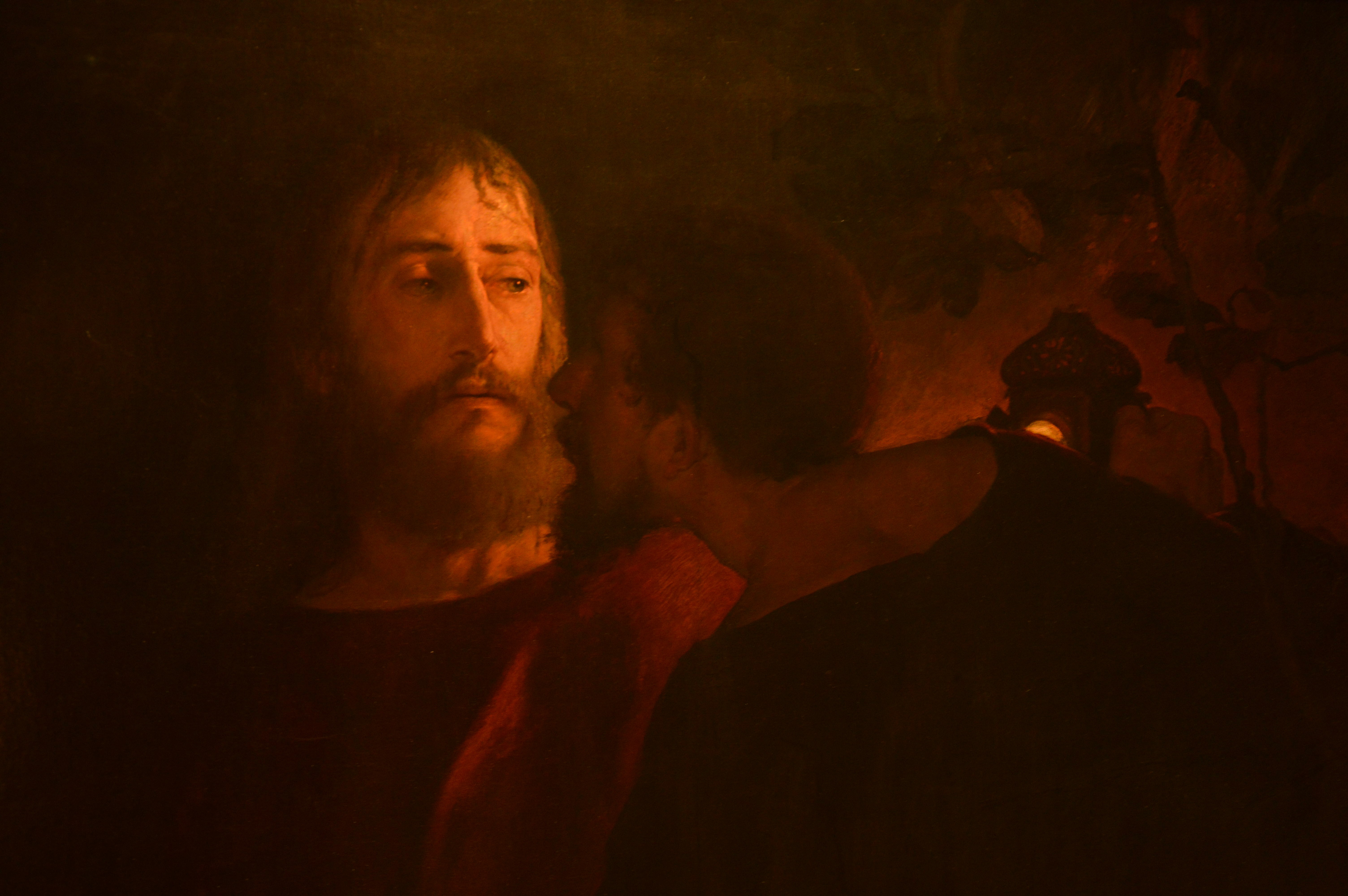
《加略人犹大》，艾利夫·彼得森（英语：Eilif Peterssen）於1878年繪
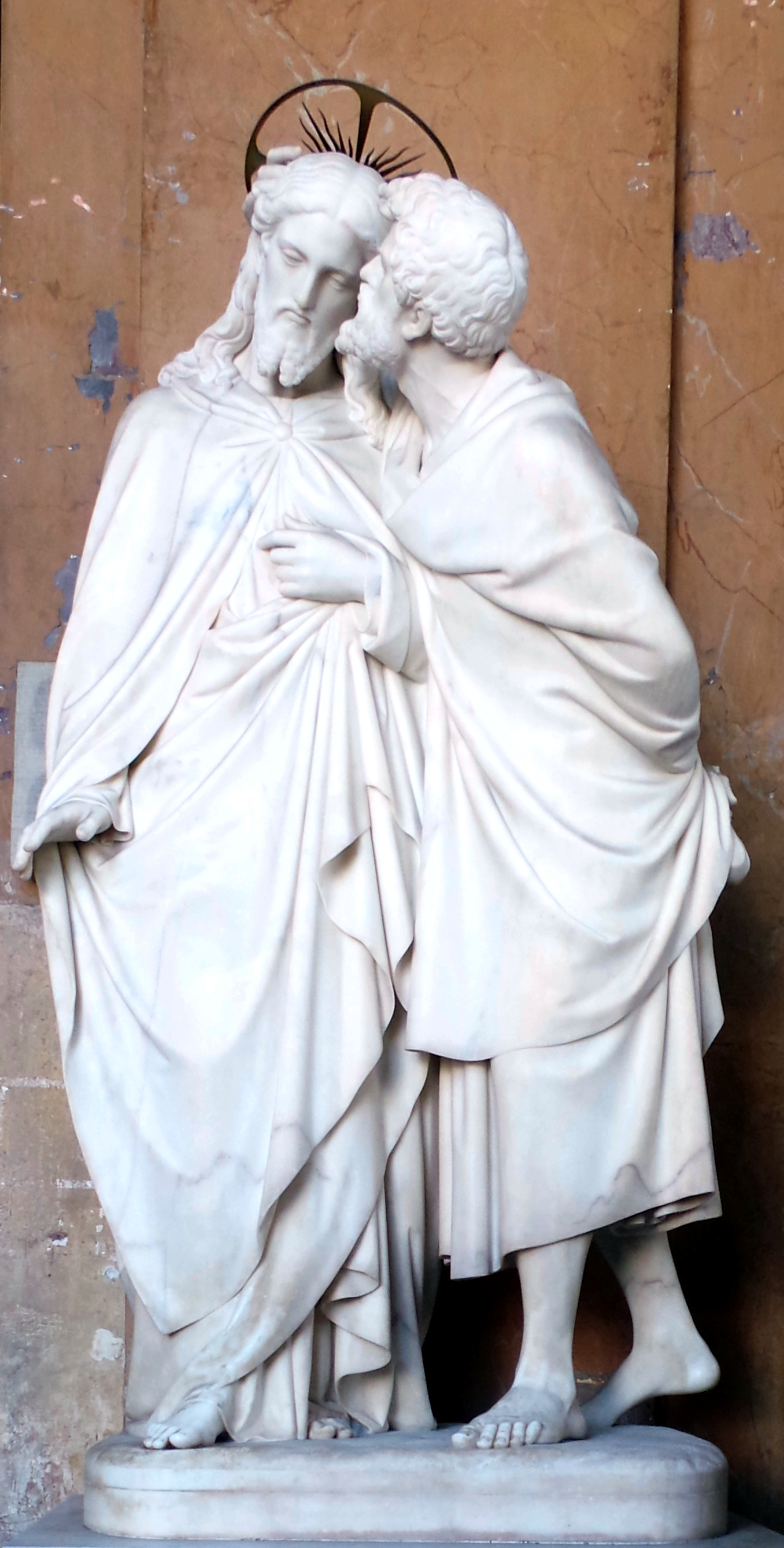
《犹大之吻》，聖階（拉特朗）1852年的雕塑中的耶穌和猶大
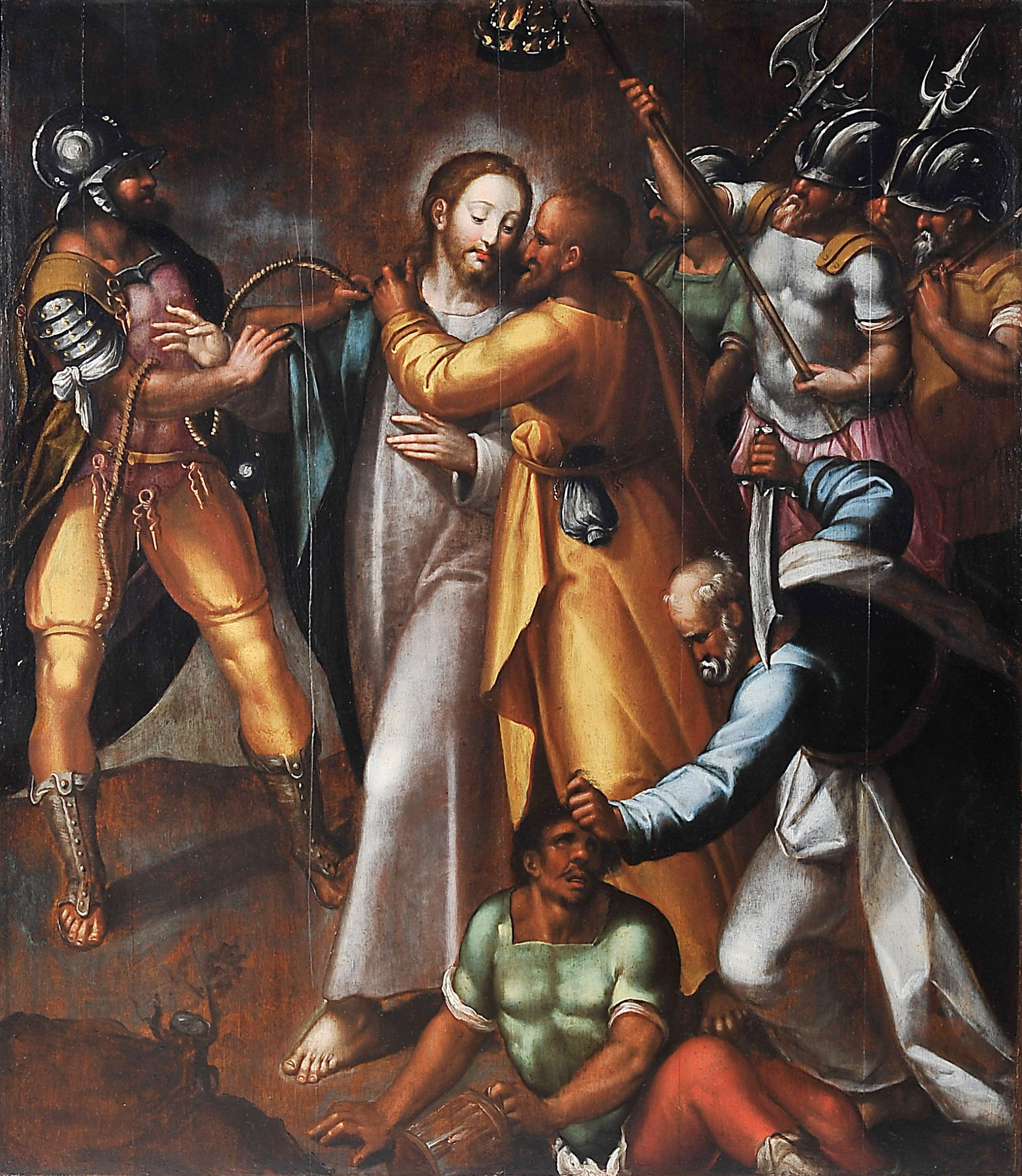
《犹大之吻》，17世紀，西蒙·羅德里格斯繪
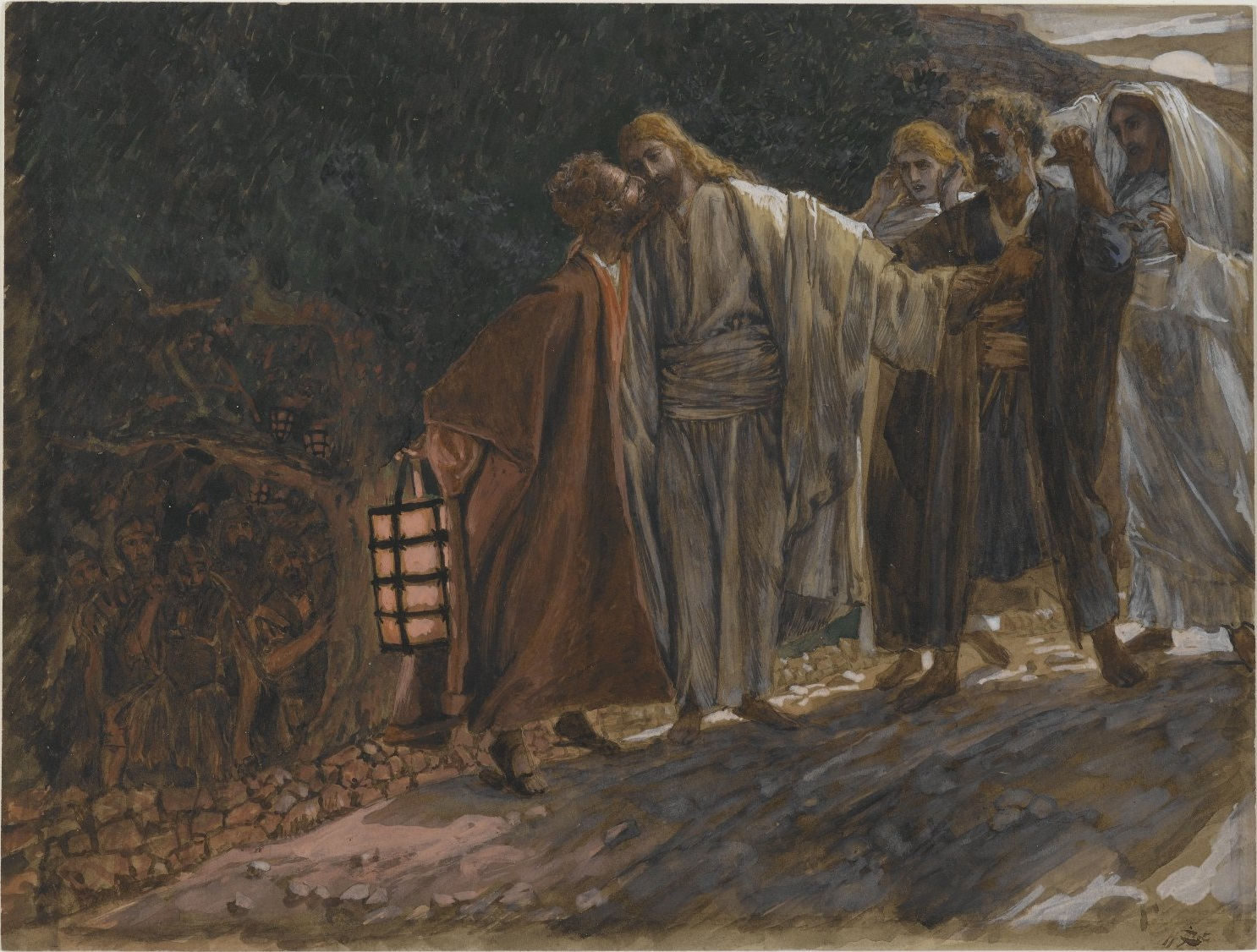
1850年的《猶大之吻》，布魯克林博物館藏
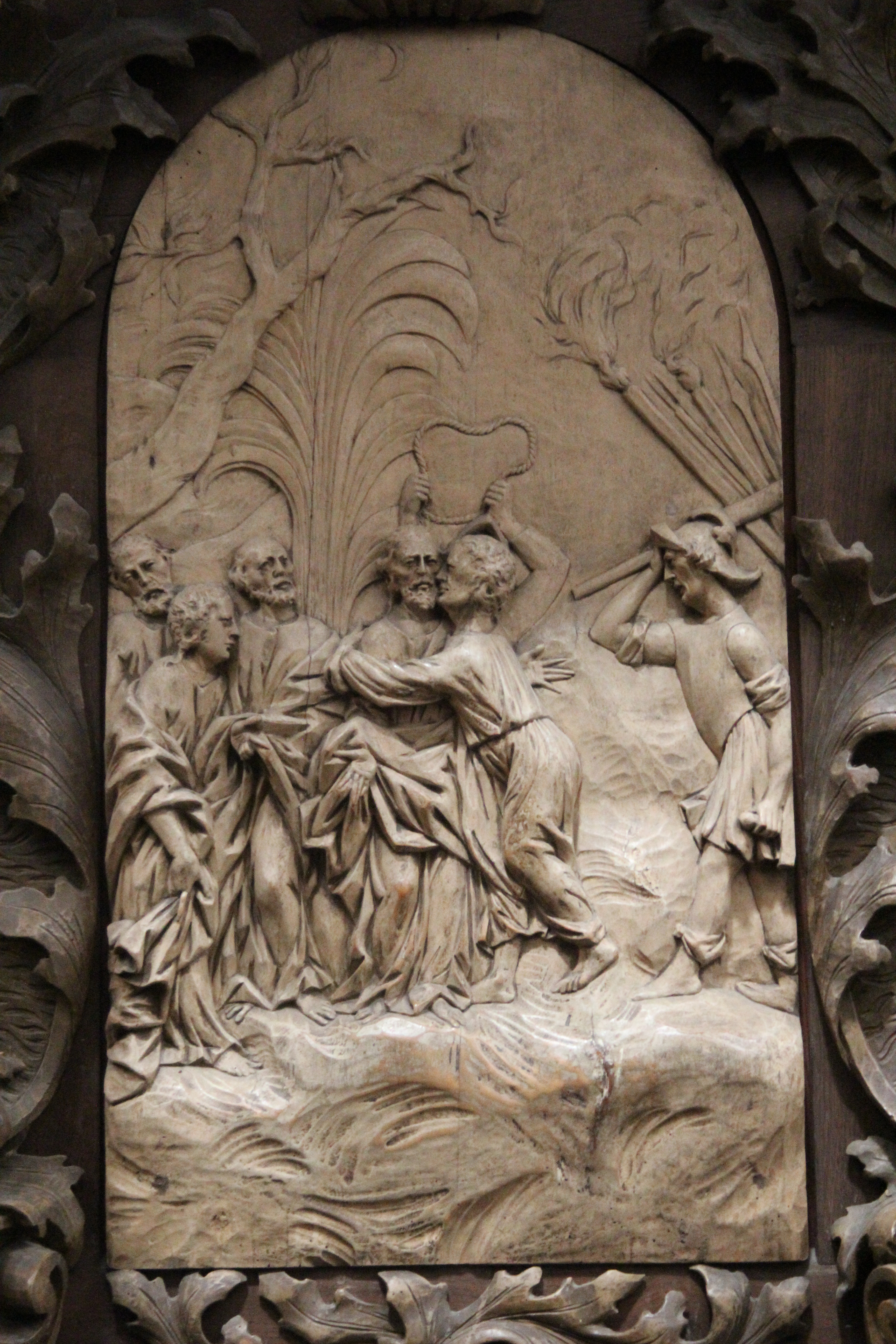
加略人猶大之吻
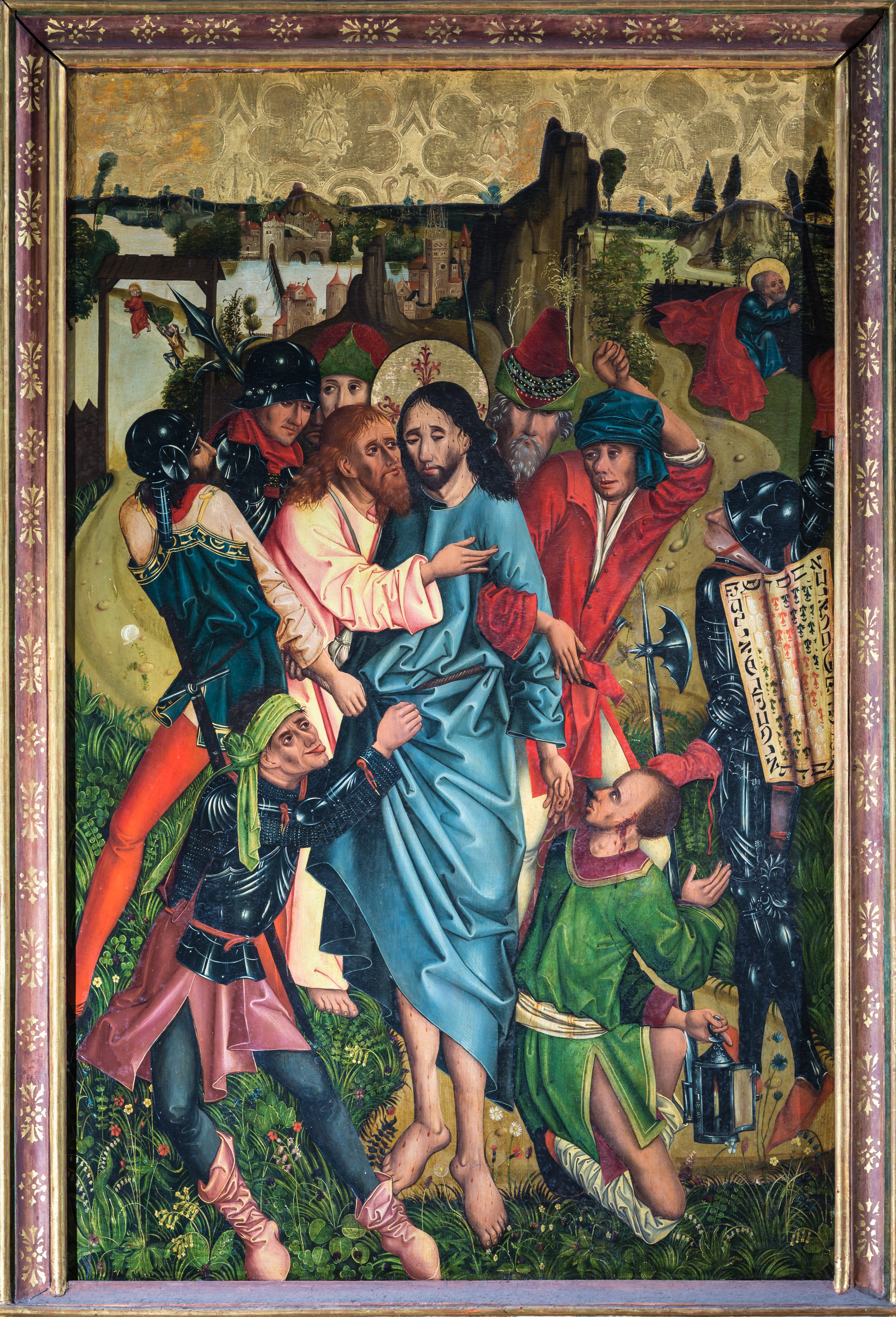
在下奧地利州的喬爾林地區的瑪麗亞·拉赫朝聖教堂裡的《猶大之吻》
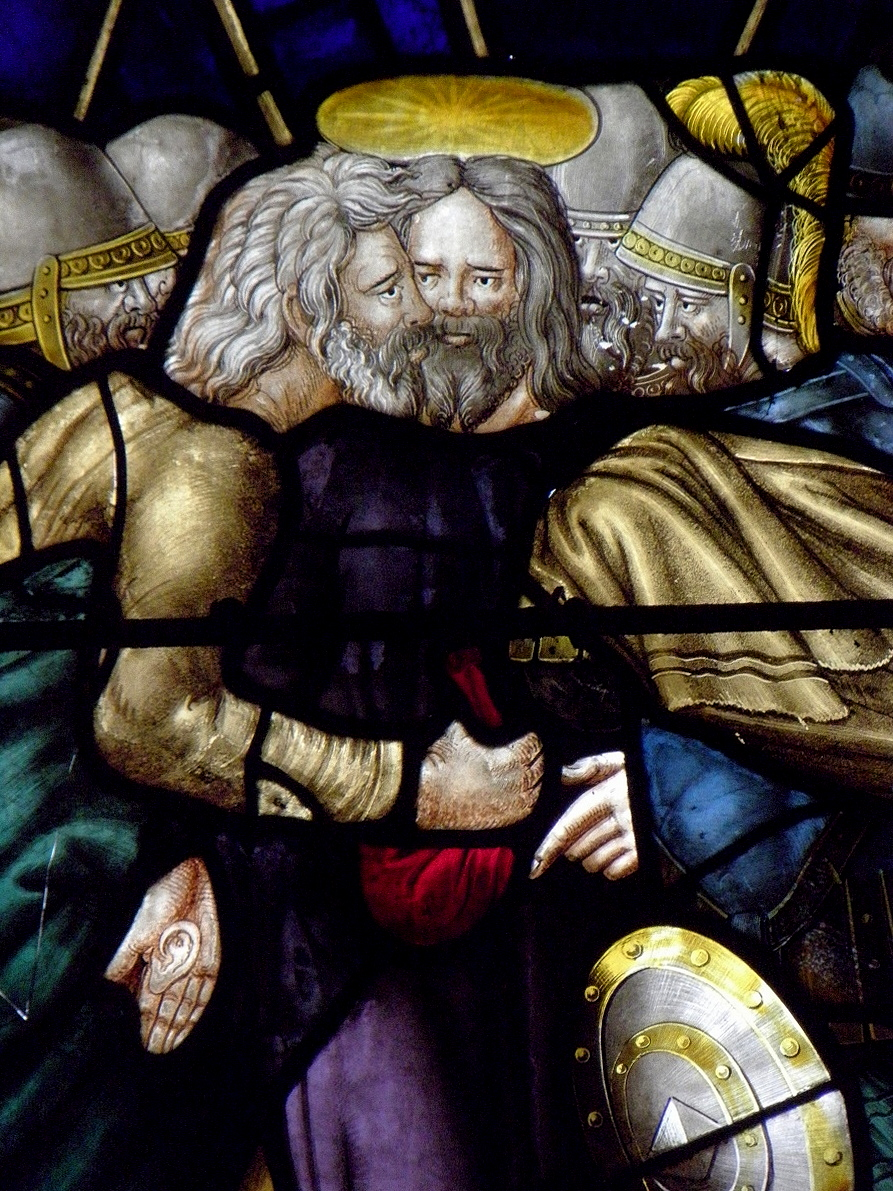
一棟聖赫伯特教堂的中心彩色玻璃窗戶上的《猶大之吻》
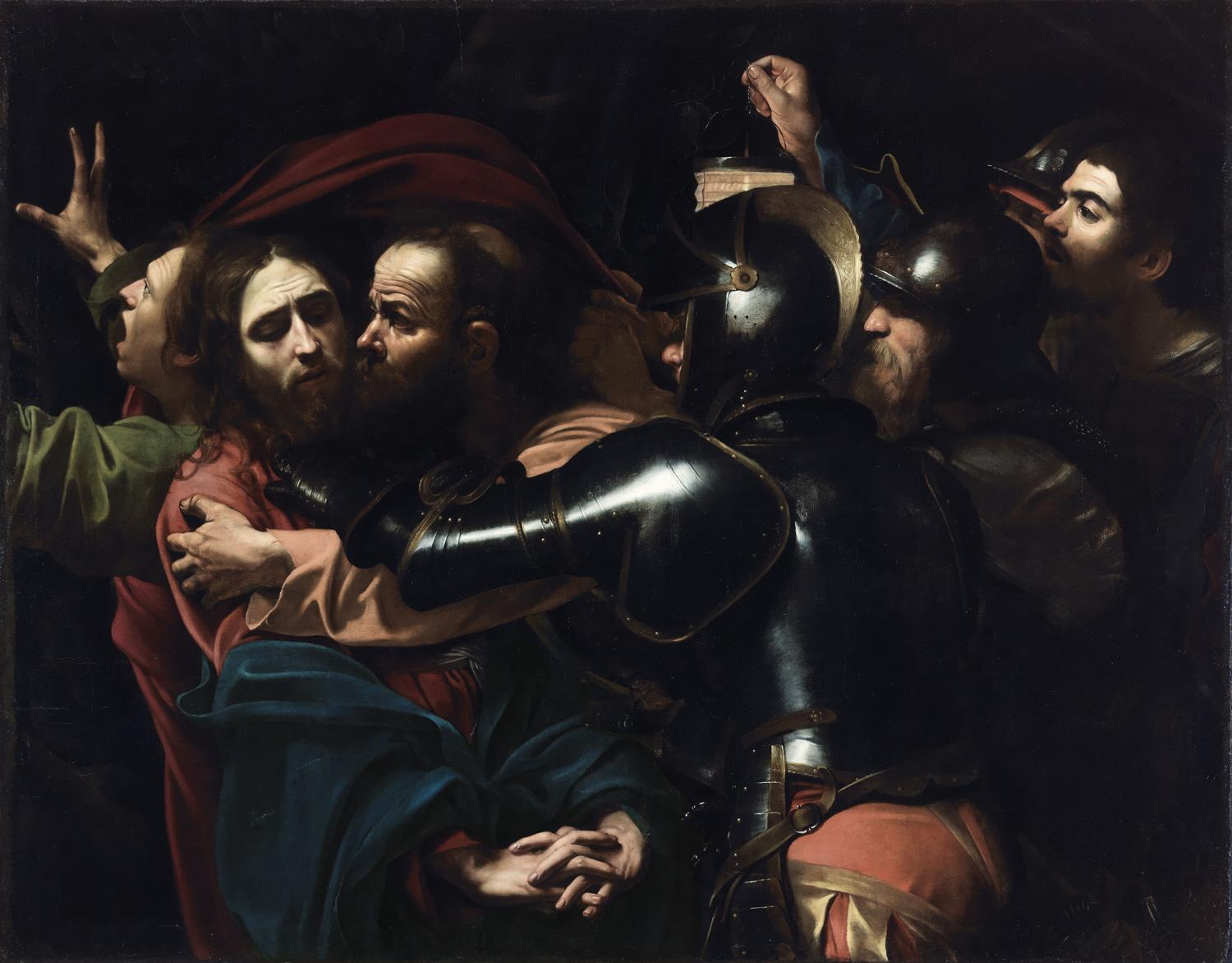
卡拉瓦喬的《耶穌被捕》，1602年
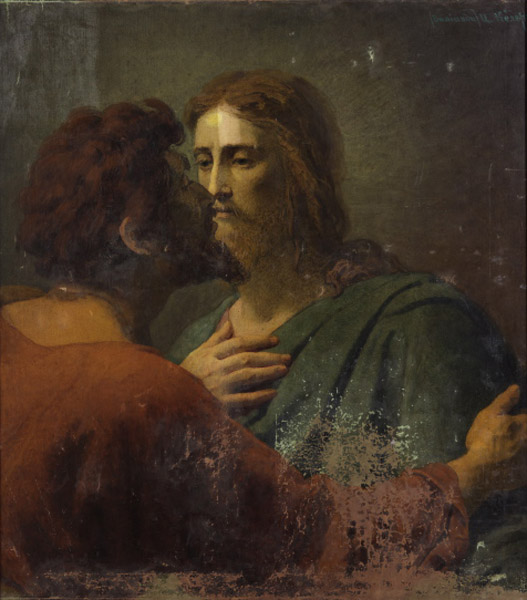
約翰·科勒（英语：Johann Köler）的《猶大之吻》，1872年

### 猶大的悔恨

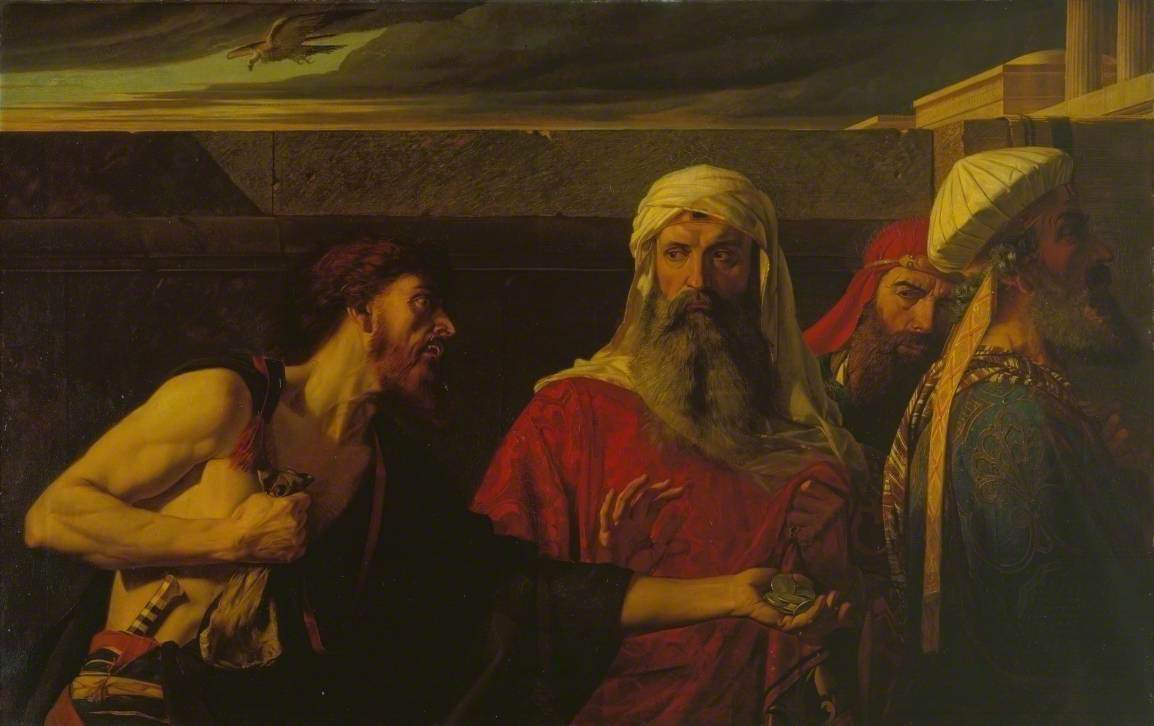
《犹大的悔恨》，Edward Armitage於1866年繪

- 《犹大的悔恨》，愛德華·阿米蒂奇（英语：Edward Armitage）於1866年繪

### 猶大自縊

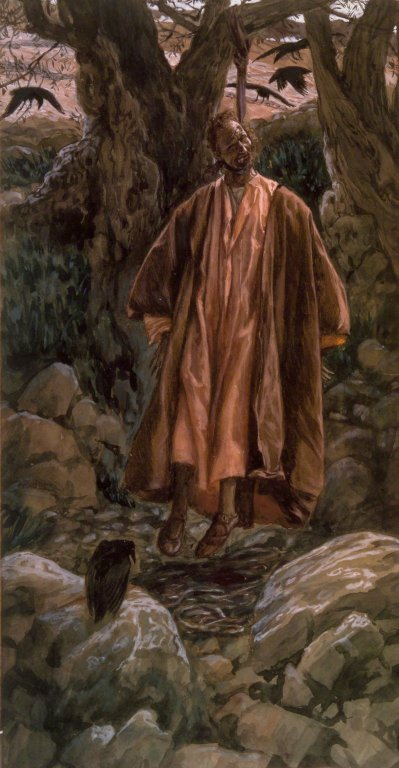
《猶大自縊》，詹姆斯·迪索於1850年繪
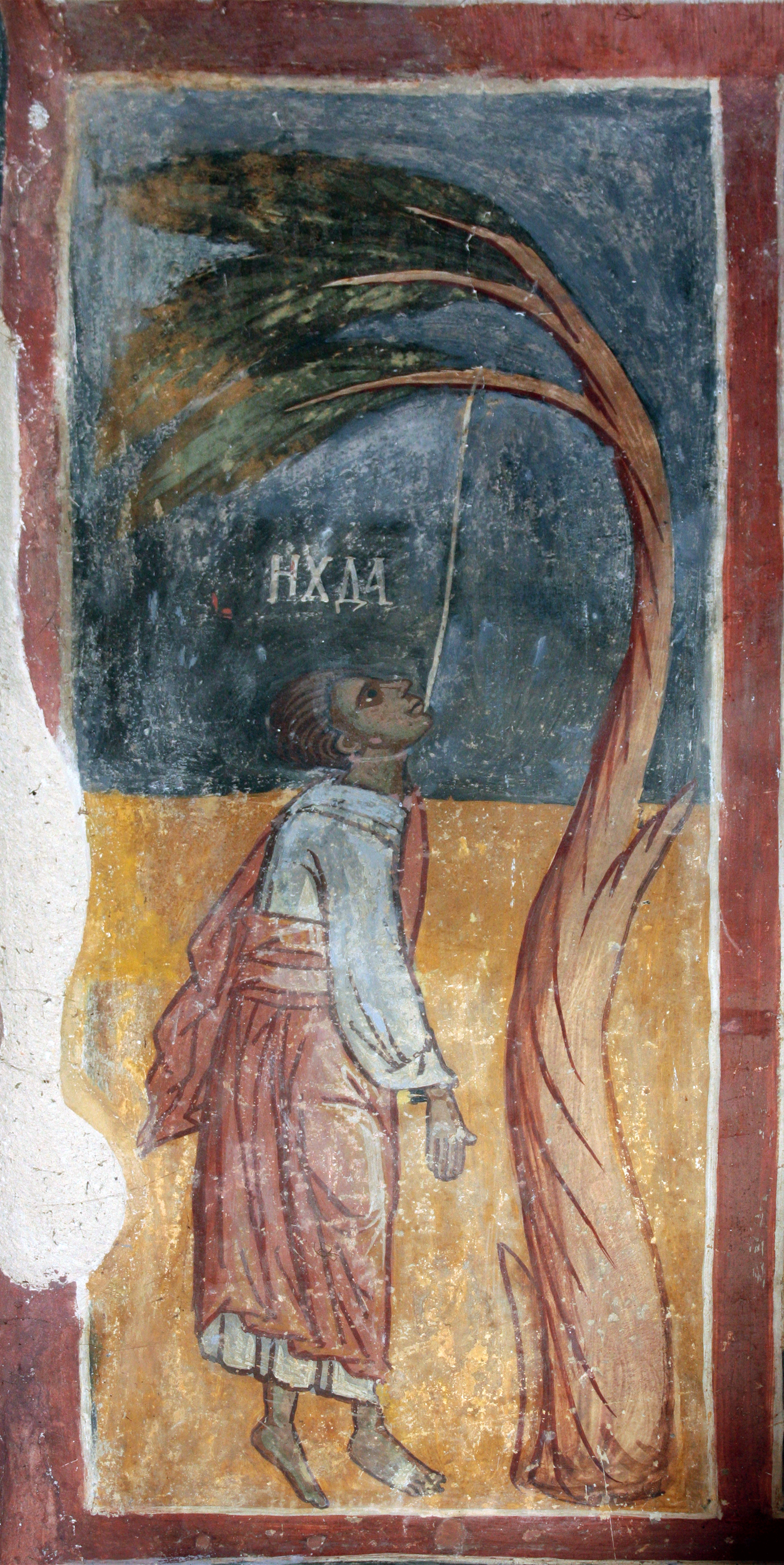
塔吉什特修道院的加略人猶大
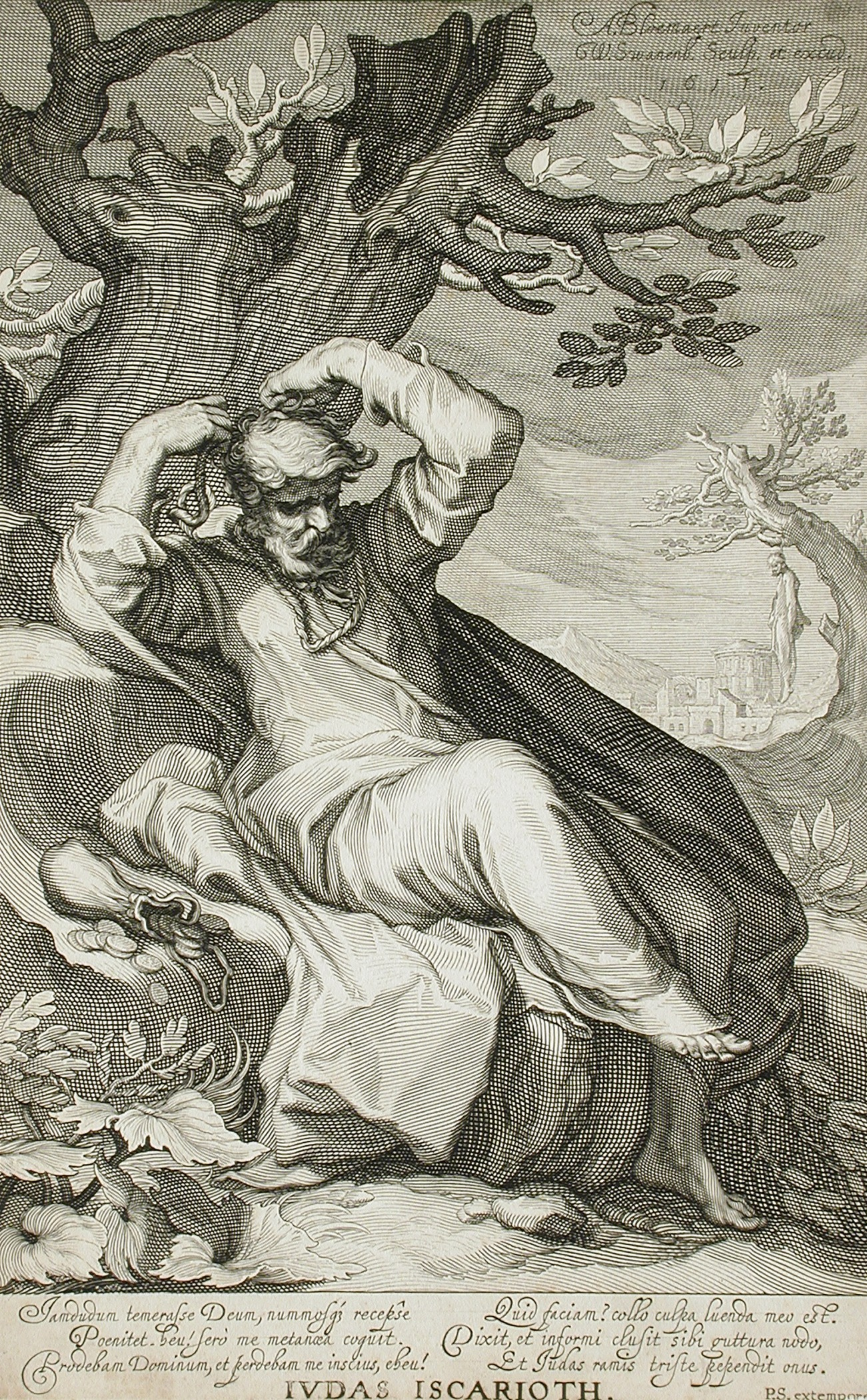
正準備自縊的加略人犹大，由威廉·範·斯瓦恩堡在1611年所畫
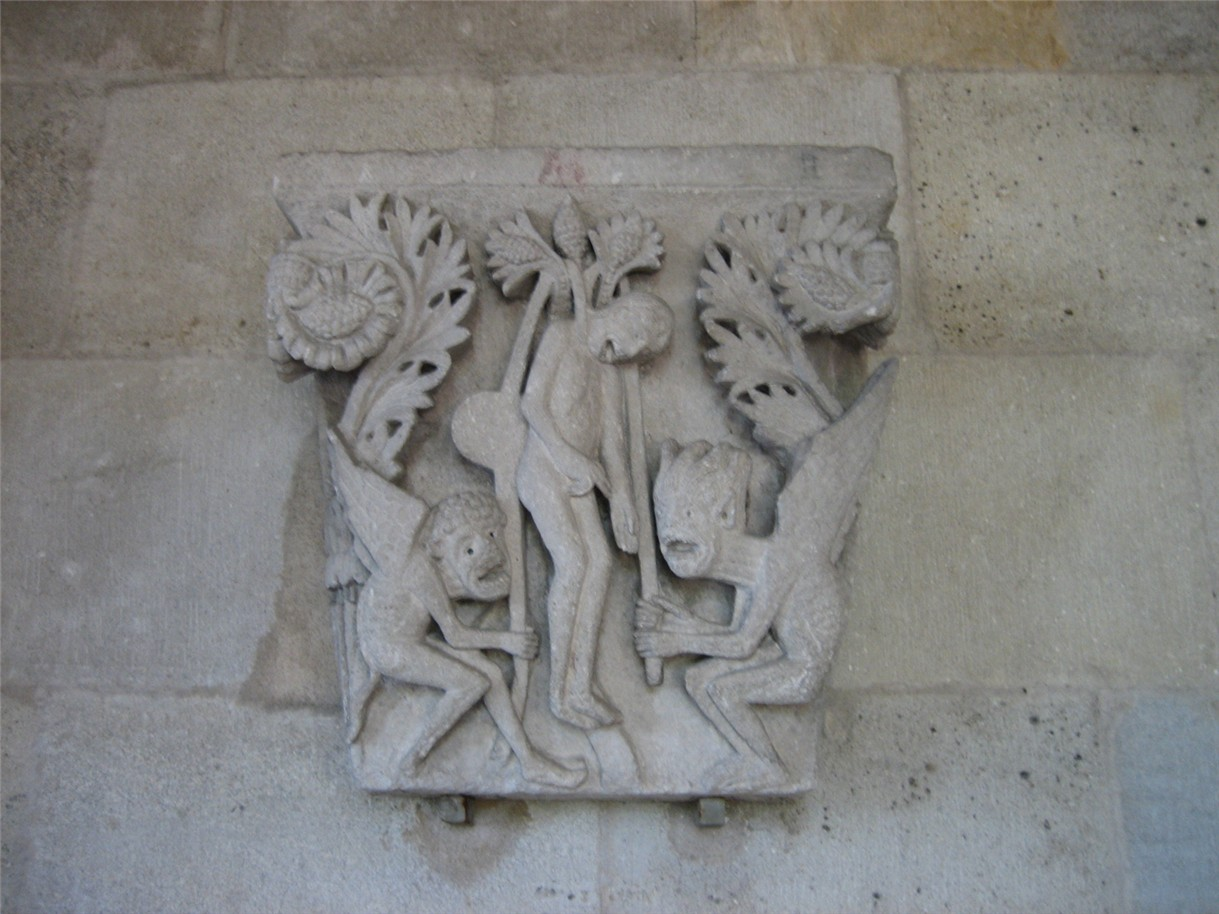
欧坦主教座堂中犹大自绞